# Fire Emblem: Awakening
Pour les articles homonymes, voir Awakening.
Vous lisez un « article de qualité » labellisé en 2019.
Fire Emblem: Awakening est un jeu vidéo de rôle tactique développé par Intelligent Systems et Nintendo SPD et édité par Nintendo sur Nintendo 3DS. Il s'agit du treizième opus de la saga Fire Emblem, le onzième si l'on exclut les remakes des précédents jeux, ainsi que le premier jeu de cette série à être sorti sur Nintendo 3DS. Il est sorti le 19 avril 2012 au Japon, le 4 février 2013 en Amérique du Nord et le 19 avril 2013 en Europe.
Le jeu suit le parcours d'un groupe de soldats du royaume d'Ylisse, mené par le prince du royaume Chrom et son tacticien, un personnage amnésique entièrement personnalisable censé représenter le joueur dont le nom par défaut est Daraen. Ils doivent protéger Ylisse contre les royaumes ennemis de Valm et Plegia et tenter d'empêcher un culte maléfique de prendre le contrôle du continent.
Annoncé en septembre 2011, il est pensé pour être le dernier opus de la saga Fire Emblem. Il incorpore plusieurs nouveautés, les plus notables étant les mariages entre les unités et la naissance d'enfants, l'apparition d'un doublage ou, pour la première fois pour un titre commercialisé internationalement, la possibilité de désactiver le mode de mort définitive. Les développeurs souhaitent également que l'on retrouve en plus de ces nouveautés toutes les autres caractéristiques des jeux Fire Emblem.
La critique acclame le jeu à sa sortie, vantant notamment les ajouts au gameplay traditionnel mais également l'accessibilité du jeu pour les joueurs découvrant la franchise. Le jeu propose également des contenus additionnels dès 2012, les premiers payants proposés par Nintendo.
Considéré comme l'un des meilleurs jeux de la console, le succès de Fire Emblem Awakening permet de relancer la franchise et une suite est alors mise en chantier : Fire Emblem Fates.

## Trame

### Univers

Carte d'Ylisse, continent principal de Fire Emblem: Awakening. Regna Ferox est représentée en rouge, Plegia en vert et Ylisse en bleu.

L'aventure de Fire Emblem: Awakening se déroule dans un monde imaginaire fantastique et médiéval, sur le continent d'Ylisse dans lequel se situent plusieurs royaumes : le royaume homonyme d'Ylisse, le royaume de Plégia et le royaume de Regna Ferox. Le continent d'Ylisse est le nouveau nom du continent d'Akaneia où sont survenues les aventures de Marth dans le premier jeu de la franchise Fire Emblem, Fire Emblem: Shadow Dragon and the Blade of Light.
Le Saint Royaume d'Ylisse est dirigé par la Sainte Reine Emmeryn au début du jeu et est situé au sud-est du continent. Ses habitants vénèrent le dragon divin Naga, déesse protectrice du pays, dont les dirigeants sont les descendants. Ces derniers portent d'ailleurs une marque sur leur corps, signifiant leur appartenance à la lignée royale et symbole du pacte passé avec la déesse lors d'une guerre ancienne. Pays pacifiste, Ylisse ne dispose que de peu de soldats, à l'exception d'une garde royale et d'un groupe de soldats défendant les frontières et les citoyens des attaques de brigands : « Les Veilleurs ». Dans Fire Emblem: Awakening, le joueur incarne le stratège d'Ylisse et cherche à défendre ce pays aux côtés de son armée.

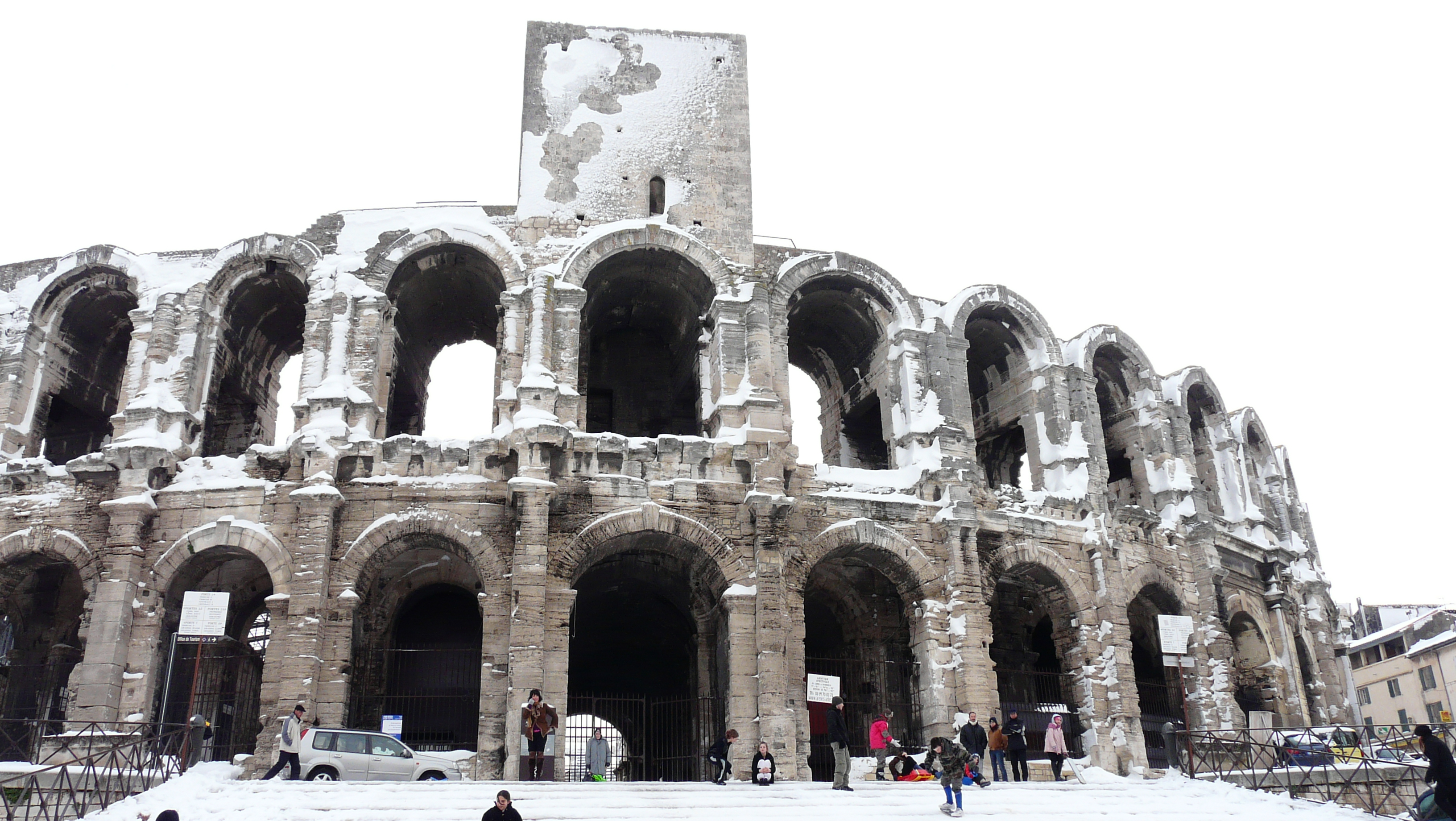
Arène enneigée ayant servi d'inspiration pour celle de Ferox (ici, l'amphithéâtre d'Arles).

Au sud-ouest du continent d'Ylisse se trouve la théocratie de Plegia, dirigée par le roi Gangrel au début de l'aventure, et dont le peuple croit au dragon déchu Grima, dieu de l'annihilation et ennemi juré de Naga. Constitué principalement de déserts et de marécages, Plegia est un pays militariste régulièrement en guerre contre son voisin Ylisse, car convoitant ses terres. L'autorité du roi Gangrel est contestée par une secte religieuse, le culte de Grima, qui souhaite prendre le pouvoir. Le royaume de Plegia est l'ennemi principal lors de l'aventure du joueur.

Carte du continent de Valm, anciennement Valentia.

Au nord du continent, la région guerrière et méritocratique de Regna Ferox est séparée du reste du continent par une grande muraille et divisée en deux parties, chacune menée par un khan, équivalent de chef. Flavia et Basilio sont les dirigeants respectifs des parties Est et Ouest. Le khan de tout le royaume est renouvelé tous les ans, à l'issue d'un duel entre des champions choisis par les deux dirigeants. En l'absence de croyance religieuse, la force fait loi à Regna Ferox, plutôt que la politique. Le climat y est très froid, la région étant régulièrement recouverte par la neige.
L'aventure se déroule également sur un deuxième continent, Valm, divisé en deux nations principales : celle du Nord, Valm, homonyme du continent, et celle du Sud, Chon'sin. On y trouve également d'autres provinces mineures, comme le duché de Rosanne. Ce continent est d'ailleurs celui de Valentia, lieu d'action du jeu Fire Emblem Gaiden et de son remake Fire Emblem Echoes: Shadows of Valentia, renommé Valm en l'honneur du premier empereur de Valentia, Alm.
L'Empire de Valm est un empire militaire et envahissant les provinces voisines, dirigé par Walhart le Conquérant. Ce dernier utilise la force brute pour unir tout le continent de Valm, puis pour envahir Ylisse, afin de contrer la résurrection de Grima.
Chon'sin est un pays situé dans le sud de Valm, dirigé précédemment par le maître d'armes Yen'Fay, avant d'être conquis par Walhart. Pays d'épéistes, il est inspiré du Japon féodal, particulièrement de l'époque Nara. Pour contrer l'armée de l'Empire de Valm, l'armée du joueur s'allie avec la Résistance de Chon'sin.

### Personnages
Le personnage principal est un stratège amnésique, manipulant magie et épée, trouvé par Chrom dans un champ en Ylisse. Son nom par défaut est Daraen (Robin en anglais, Reflet en japonais) et il possède une marque étrange sur la main droite.
Chrom est le second personnage principal de l'aventure. Prince du royaume d'Ylisse, il est à la tête des « Veilleurs », un groupe de soldats ylissiens. Il porte la marque de Naga sur son épaule. Très dévoué et protecteur, il n'hésite pas à mettre sa vie en danger pour sauver celle de ses amis. Petit frère d'Emmeryn, il se déplace souvent en compagnie de Frederick, garde du corps de la famille royale, et de sa petite sœur Lissa ainsi que du reste des Veilleurs, Virion, Sully, Stahl, Ricken, Sumia, Vaike, Miriel, Cordelia et Maribelle. Descendant de Marth, il est porteur de l'épée divine Falchion.
Lucina est la fille de Chrom, venant d'un futur où son père et les autres Veilleurs sont morts en tentant d'empêcher la résurrection de Grima, sans succès. Pour éviter que ce futur devienne une réalité, elle remonte le temps grâce à l'aide de Naga afin de prêter main-forte à son père. Elle est accompagnée d'autres enfants des Veilleurs venant du futur, comme Owain, le fils de Lissa, ou Severa, la fille de Cordelia.
Parmi les autres personnages principaux du jeu, figurent Gangrel, roi fou et belliqueux de Plegia qui attaque régulièrement la frontière d'Ylisse, Valldar, chef du culte de Grima, Flavia, khan de l'Est de Ferox et khan de Regna Ferox pour l'année où se déroule l'aventure, Basilio, khan de l'Ouest de Ferox, Say'ri, chef de la Résistance de Chon'sin, Yen'fay, maître épéiste et chef de Chon'sin et grand frère de Say'ri et Walhart, empereur conquérant de l'Empire de Valm et cherchant à conquérir Ylisse,.

### Histoire

#### Prologue
Lors d'un rêve, le protagoniste abat un sorcier maléfique qu'il ne connaît pas, aux côtés d'un homme aux cheveux bleus qu'il ne reconnaît pas non plus. Soudain, il est possédé, se retourne contre son allié et le tue. Au son d'une voix, le personnage principal se réveille alors dans un champ, amnésique, ne se rappelant même plus son nom. La même personne aux cheveux bleus de son rêve lui prend la main et le relève. Sans savoir pourquoi, le personnage principal se rappelle son nom, Chrom. Rapidement, des bandits attaquent la ville voisine, forçant Chrom, sa sœur Lissa, son lieutenant Frederick et le personnage principal à défendre les habitants. Une fois la nuit tombée, des soldats morts au combat sont ressuscités, attaquant le groupe des Veilleurs. Ils sont finalement sauvés par un héros masqué répondant au nom de Marth, qui les prévient que ce n'est qu'un aperçu de ce qui attend le royaume d'Ylisse.

#### Guerre contre Plégia

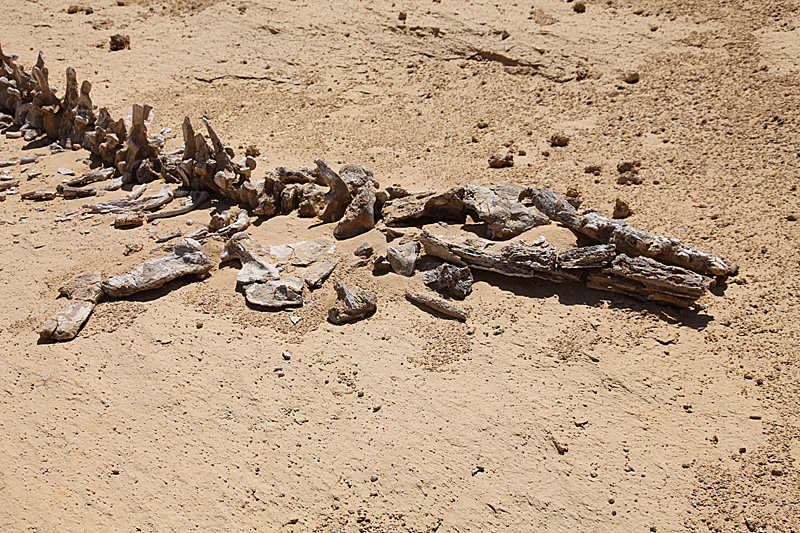
Squelette de dorudon dans un désert, similaire au squelette de dragon où se déroule l'exécution d'Emmeryn.

Une fois de retour dans la capitale avec les Veilleurs, le personnage principal apprend que Chrom et Lissa font partie de la famille royale du pays et que leur grande sœur Emmeryn est la dirigeante actuelle du royaume. Cette dernière charge Chrom et le protagoniste de nouer une alliance avec Regna Ferox, le royaume voisin, pour lutter contre les escarmouches continues du royaume de Plegia contre les frontières ylissiennes. Afin de nouer une alliance avec les khans, Chrom doit alors défaire le champion de Regna Ferox, qui s'avère être Marth, engagé récemment par le khan Basilio. Bien que Chrom prenne le dessus lors du duel, il est surpris de constater que Marth possède une épée similaire à la sienne, alors que Falchion est censé être une épée divine unique. Il bat néanmoins Marth qui quitte alors Ferox. Ferox s'allie ainsi avec Ylisse contre Plegia. De retour en Ylisse, Chrom déjoue ensuite une tentative d'assassinat contre sa sœur aînée Emmeryn, à l'aide de Marth, qui perd son masque dans la bataille, dévoilant ainsi qu'elle est une femme.
Malgré cela, Ylisstol, la capitale d'Ylisse, tombe aux mains de Plegia et Emmeryn est capturée, tandis que Chrom et les Veilleurs se retirent vers Ferox. Après avoir entendu que Gangrel, le roi de Plegia, compte exécuter publiquement Emmeryn, Chrom et son armée se mettent en marche vers Plegia. Dans son désert, un squelette immense de dragon sert de lieu d'exécution. Gangrel y exige que Chrom lui livre l'emblème de feu, trésor sacré d'Ylisse en échange de la vie de sa sœur. Refusant que son frère livre à leur ennemi juré le trésor national pour elle, Emmeryn se jette alors du haut du squelette, et meurt ainsi en martyr. Bouleversé par la mort de sa sœur, Chrom et son armée se retirent une fois encore pour finalement prendre Gangrel en embuscade dans les plaines de Plegia. Ce dernier est tué, ce qui met un terme à la guerre entre les deux pays. Couronné Saint Roi d'Ylisse, Chrom se marie et donne naissance à une fille, Lucina, qui porte la marque de Naga sur son iris.

#### Repousser l'Empire de Valm

Marque de Naga, symbolisant l'appartenance d'un individu à la lignée royale d'Ylisse. Chrom la possède sur son épaule et Lucina sur son iris.

Deux ans plus tard, après une période de paix, Chrom est informé par Virion, un membre des Veilleurs, qu'après avoir conquis tout le continent de Valm, Wahlart, empereur de l'Empire du même nom, souhaite unifier le continent d'Ylisse sous sa bannière, à commencer par Regna Ferox. Au nom de l'alliance qui l'unit au khan Flavia, Chrom repousse la flotte de Valm, puis contre-attaque sur le continent de Valm, aidant Say'ri, membre de la Résistance contre Walhart. Pour pouvoir traverser les mers, Chrom se retrouve obligé de demander au nouveau roi de Plegia, Valldar, ancien chef du culte de Grima, de lui prêter main-forte. À la surprise de Chrom et des Veilleurs, ce dernier accepte, mais leur présente l'hiérophante du culte de Grima, similaire en tout point au personnage principal, jusqu'à son nom. Le temps empêche Chrom et le reste des Veilleurs d'obtenir plus de réponses avant de se diriger vers Valm. 

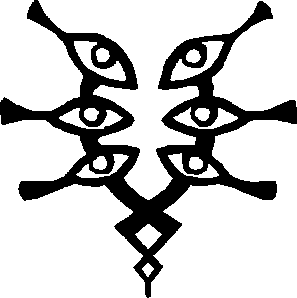
Marque du dragon déchu Grima, symbolisant que le porteur est choisi pour être l'incarnation terrestre du Dieu. Le personnage principal la porte sur sa main droite.

Une fois en terre ennemie, le personnage principal est en proie à de nombreux cauchemars, mettant en scène Valldar. Il comprend vite que ce ne sont pas des cauchemars mais des projections mentales que ce dernier lui impose afin de communiquer avec lui et d'espionner les Veilleurs. Valldar lui apprend également que le personnage principal est en réalité son fils et l'incite à revenir à Plegia afin de reprendre sa place légitime. Le protagoniste est alors réveillé en sursaut par Chrom et confie alors à ce dernier sa peur à l'idée d'être un espion malgré lui, à la suite de son ascendance. Chrom le réconforte, lui assurant qu'il est impossible pour lui de le considérer comme un traître après toutes les épreuves qu'ils ont vécues. Une embuscade de soldats réincarnés les surprend alors, dont le personnage principal suppose qu'ils ont été envoyés par son père. Marth arrive encore une fois in extremis pour sauver Chrom et l'appelle « père », révélant que Marth est en réalité Lucina, via la présence de la marque de Naga au niveau de son iris. Elle est issue d'un futur apocalyptique où Chrom et les autres Veilleurs sont morts en tentant d'empêcher la résurrection du dragon déchu Grima, sans succès. Afin d'éviter cet événement, Lucina, aux côtés d'autres enfants des Veilleurs, est remonté dans le temps grâce aux pouvoirs de Naga.
Alors qu'ils progressent au cœur de l'Empire de Valm, Lucina en apprend plus à son père sur le futur qui l'attend, notamment qu'il est mort trahi par celui qu'il considère son meilleur ami. Les Veilleurs libèrent ensuite Tiki, l'oracle de Naga, mi-humaine mi-dragon, qui leur révèle comment empêcher l'éveil de Grima : chaque royaume possède un joyau sacré qu'il est nécessaire de positionner sur l'emblème de feu, toujours en possession de Chrom. Les forces de l'Empire de Valm sont repoussées par Chrom, les Veilleurs et la Résistance jusqu'à son château, où Walhart livre son dernier combat avant d'être vaincu par Chrom, alors en possession de quatre des cinq joyaux sacrés.

#### Croisade contre Grima
Une fois de retour en Ylisse, Valldar convoque Chrom sous le prétexte de vouloir lui offrir le dernier joyau sacré. Pressentant une embuscade mais n'ayant d'autre choix afin de compléter le rituel, Chrom et les Veilleurs se rendent à Plegia. Une fois arrivé dans la salle du trône plégienne, les troupes ylissiennes sont pris en embuscade mais réussissent à s'échapper. Néanmoins, près de la sortie, Valldar réussit à prendre le contrôle du personnage principal et le force à arracher l'emblème de feu des mains de Chrom et à le donner à Valldar, avant de s'effondrer. En pleine fuite, Lucina confronte alors le protagoniste, souhaitant le tuer afin d'éviter la mort de Chrom par son meilleur ami. Chrom s'interpose néanmoins au dernier moment, croyant aux liens qui l'unissent au personnage principal. Demandant pardon à ce dernier, Lucina choisit elle aussi de faire confiance au protagoniste. 

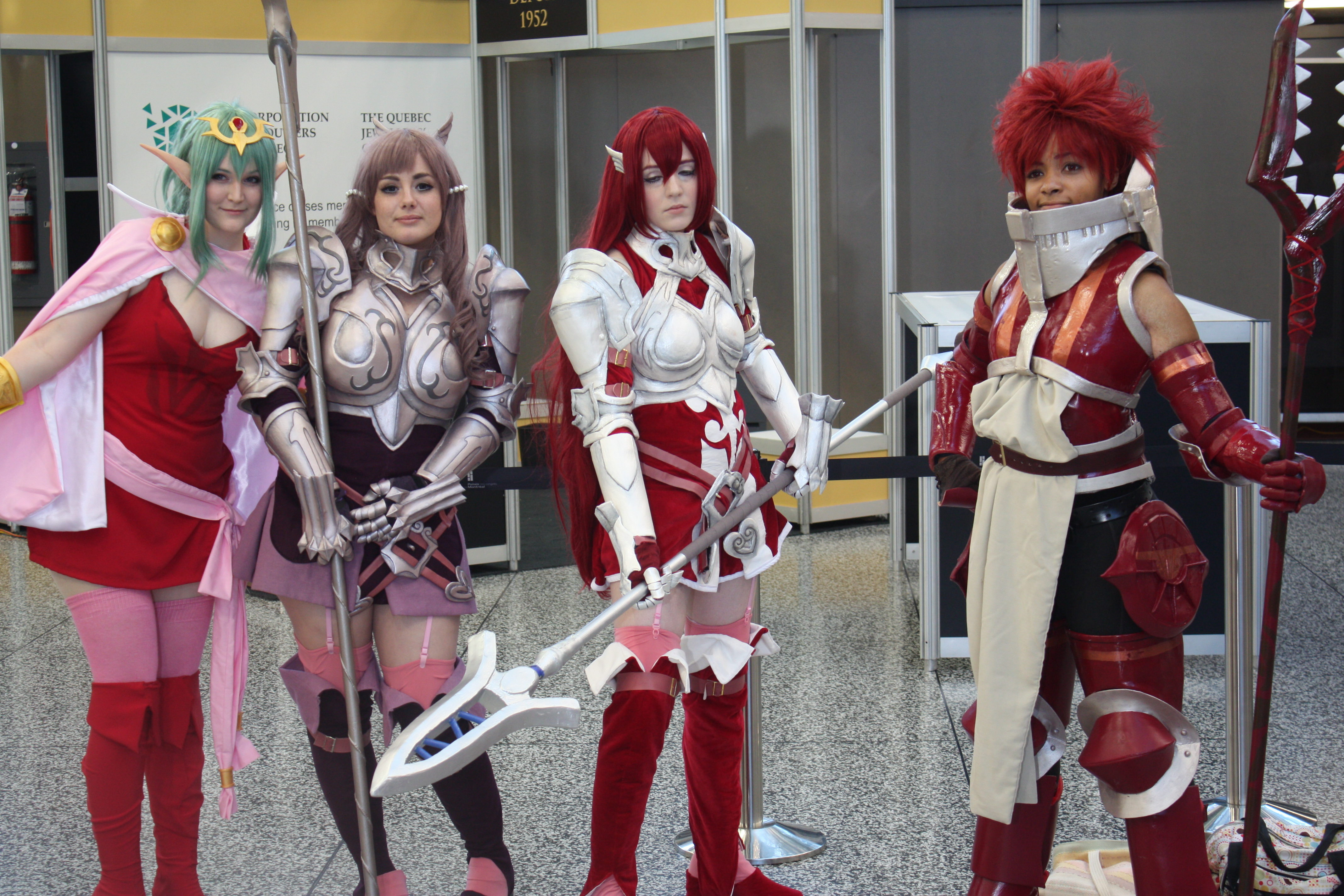
Cosplay de quatre des membres des Veilleurs, respectivement Tiki, Sumia, Cordelia et Sully.

Confrontant Valldar à nouveau, ce dernier révèle que le personnage principal, son fils, a été conçu dans l'unique but de devenir le réceptacle de Grima, son enveloppe terrestre. Ce dernier a néanmoins été sauvé par sa mère, le faisant fuir de Plegia. Une bataille identique au rêve du protagoniste se déroule alors et aboutit à la possession du personnage principal qui attaque Chrom. Néanmoins, le rêve du personnage principal s'étant révélé prémonitoire, ce dernier s'en sert pour atténuer ses attaques et ainsi éviter la mort de Chrom. Valldar meurt face aux Veilleurs.
L'hiérophante de Grima apparaît alors et leur apprend qu'il vient du même futur que Lucina, un futur où la possession du personnage principal a été menée à terme, devenant ainsi Grima. Il a remonté le temps afin d'empêcher Lucina de mener à bien sa mission. Son retour dans le passé et sa tentative de fusionner avec le personnage principal rendit ce dernier amnésique, expliquant sa rencontre avec Chrom au début de l'aventure. Grima propose alors au personnage principal de fusionner avec lui, ce que ce dernier refuse. Enragé, Grima prend sa forme draconique. Les Veilleurs s'engagent dans la bataille finale contre Grima, l'épée divine Falchion de Chrom s'étant améliorée grâce au pouvoir de l'emblème de feu, lui donnant le pouvoir de sceller le pouvoir de Grima, mais pas de le tuer, seul un Dieu pouvant tuer un autre Dieu. Le personnage principal se rend alors compte que, partageant le même sang que Grima, lui seul est capable de mettre un terme définitif aux massacres de Grima.
Le joueur est alors face à un choix. S'il choisit de faire porter le coup final par Chrom, le personnage principal est épargné et Grima est plongé dans un sommeil de mille ans qui laisse le protagoniste avec de nombreux regrets. Si le personnage principal porte le coup final, lui et Grima disparaissent lentement, laissant les Veilleurs en deuil. Naga apparaît alors pour leur dire que si les liens qui unissent les Veilleurs au personnage principal sont assez forts, celui-ci réapparaîtra d'une manière ou d'une autre. Le jeu se termine par une cinématique similaire à la cinématique d'ouverture, Chrom réveillant le personnage principal au milieu d'un champ d'Ylisse, la marque de Grima étant désormais absente de sa main droite, laissant sous-entendre que les liens unissant le protagoniste à ses amis étaient suffisamment forts pour le faire revenir.

#### Contenus additionnels
Fire Emblem: Awakening propose des contenus téléchargeables gratuits, disponible via SpotPass, qui se présentent sous la forme de nouvelles cartes permettant le recrutement de nouveaux personnages présents dans le scénario de Fire Emblem: Awakening,,. Ainsi, Yen'Fay, Gangrel ou Wallhart sont recrutables par le joueur,. Contrairement aux contenus additionnels payants, ces chapitres ne peuvent être joués qu'une seule fois.
Fire Emblem: Awakening est le premier titre de Nintendo à proposer des contenus additionnels payants (DLC), ; ceux-ci prennent la forme de cartes et d'unités supplémentaires,. Pour accéder à ces cartes, le joueur doit se rendre au portail du Multivers, situé au sud du continent d'Ylisse et permettant d'accéder à des univers parallèles. Ces DLC peuvent être classés en plusieurs parties.

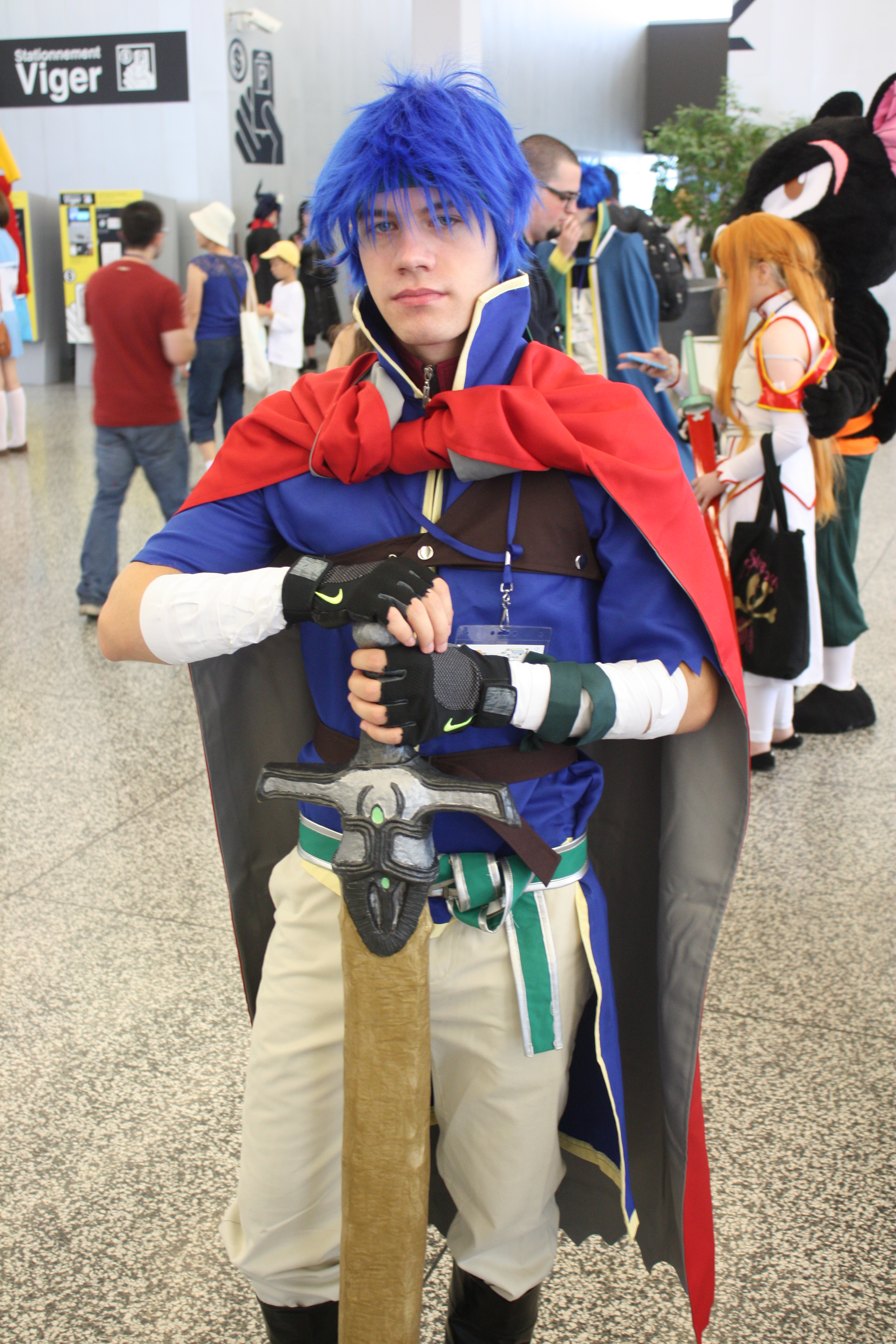
Cosplay de Ike, personnage déblocable en finissant certaines cartes DLC.

Le premier type de contenu téléchargeable permet au joueur d'opposer les Veilleurs à différentes armées issues des anciens jeux de la licence Fire Emblem ; de nouvelles nouvelles unités ou de nouvelles capacités lui sont offertes en cas de victoire. « Héros du passé », le premier pack de ce type, dispose de trois cartes sorties le 19 avril 2013 en Europe : elles permettent de recruter Marth de Fire Emblem: Shadow Dragon and the Blade of Light, Roy de Fire Emblem: The Binding Blade et Micaiah de Fire Emblem: Radiant Dawn,,,. « Lignées perdues », la deuxième série de cartes, sort le 27 juin 2013 en Europe. En finissant la première carte de cette série, le joueur débloque Leif, le héros de Fire Emblem: Thracia 776,. La deuxième permet au joueur de recruter Alm, de Fire Emblem Gaiden, tandis que la dernière apporte au joueur Seliph, de Fire Emblem: Genealogy of the Holy War,. La troisième série de cartes, « Lutte fratricide », sortie le 18 juillet 2013, débloque trois autres héroïnes pour le joueur : Elincia de Fire Emblem: Radiant Dawn, Eirika de Fire Emblem: The Sacred Stones et Lyn de Fire Emblem: The Blazing Blade,. La quatrième et dernière série de carte de ce type, intitulée « Rébellion et rédemption », est la plus difficile. Vaincre les armées présentes sur ces cartes permet au joueur de recruter dans son armée Ephraim, de Fire Emblem: The Sacred Stones, Celica, de Fire Emblem Gaiden, et Ike, de Fire Emblem: Radiant Dawn,.

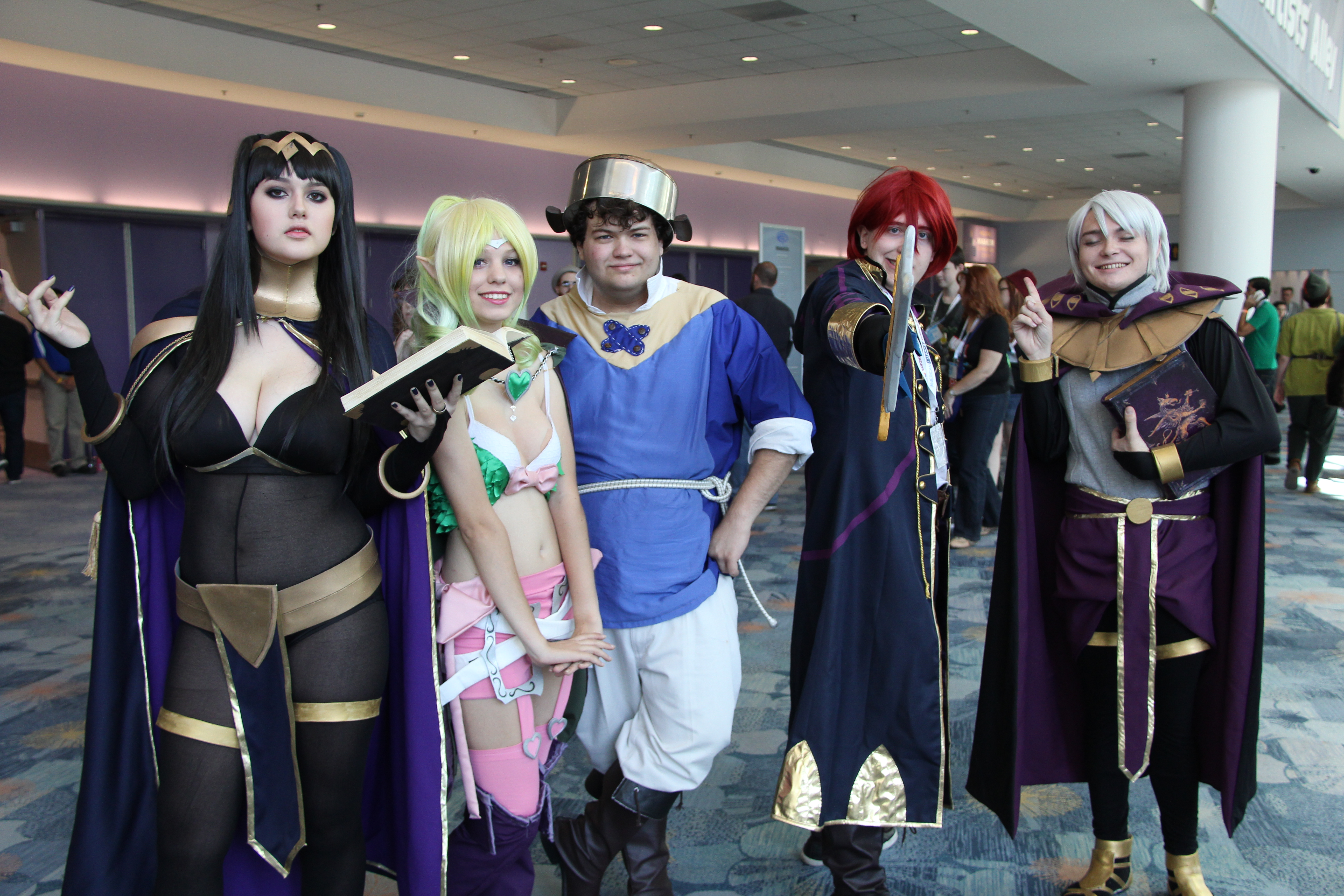
Plusieurs personnes déguisées en personnages de Fire Emblem: Awakening, de gauche à droite : Tharja, Nowi, Donnel, Daraen et Henry.

Le deuxième type de contenu propose aux joueurs des récompenses qui lui permettent d'avancer plus facilement dans le jeu en cas de réussite. Ce pack sort en Europe le 25 avril 2013. La carte « L'ombre de la ruine » propose au joueur une grande quantité d'or en cas de réussite, « L'ombre de l'EXPloit » permet d'acquérir beaucoup d'expérience, tandis que « Myriades d'Insignes » permet  de débloquer un grand nombre d'armes rares,.
Le troisième type de contenu favorise les relations entre les différents personnages et offre de nouvelles possibilités d'interactions, en plus d'illustrations spéciales pour les personnages les plus populaires de la franchise. La première série de ce type, sortie le 25 avril 2013, regroupe trois épisodes dont le thème commun est le voyage. La première carte, « Voyage automnal », met en scène la défense du festival des récoltes d'Ylisse par les Veilleurs et permet au joueur de débloquer un grand nombre de conversations de soutiens entre ses unités du même sexe. Une réplique prononcée par Nowi à l'intention de Tharja et faisant référence à la poitrine de cette dernière est censurée dans la version européenne du jeu. La deuxième carte, « Voyage estival », met en scène les Veilleurs en vacances qui doivent se défendre d'une attaque. En plus de dialogues supplémentaires entre les unités, le joueur est récompensé par quatre dessins exclusifs des quatre personnages les plus populaires du jeu, en maillot de bain,. L'image de Tharja est d'ailleurs censurée en dehors du Japon, car jugée trop révélatrice par Nintendo of America,. La troisième et dernière carte de cette série de carte, « Voyage printanier », met en place de manière similaire la défense d'une source chaude fréquentée par l'armée de Chrom. Encore une fois, le joueur est récompensé par des dialogues supplémentaires, cette fois centrés sur les différents enfants des Veilleurs. Le joueur obtient aussi quatre images des quatre enfants les plus populaires, Owain, Severa, Lucina et Iñigo, en yukata traditionnel. La deuxième série de cartes, « Avenir révolu », sortie le 6 juin 2013, met en scène le futur apocalyptique que Lucina et les autres enfants ont fui dans lequel leurs parents sont décédés. Chrom et les Veilleurs sont transportés dans ce futur alternatif afin de sauver leurs enfants dans le futur,.
Le dernier type de contenu se concentre sur la difficulté des cartes afin de proposer un challenge aux joueurs les plus expérimentés. Sorti le 8 août 2013, les cartes « Etreinte fatale », « Cinq marchandes », « Sauver la liste » permettent également de recruter les trois sœurs pégases du premier jeu Fire Emblem, Est, Catria et Palla. Le dernier DLC de Fire Emblem: Awakening, « Apothéose », est considéré comme le plus dur de tous les contenus téléchargeables du jeu. Il permet également de recruter la stratège Katarin, de Fire Emblem: Mystery of the Emblem,.

## Système de jeu

### Généralités
Fire Emblem: Awakening est un jeu vidéo de rôle tactique dans lequel sont enchaînées des phases de dialogues et des combats au tour par tour afin d'avancer dans l'intrigue. Le joueur contrôle une armée qu'il doit guider vers la victoire tout en accomplissant un certain nombre de tâches pour réussir la mission. Il déplace ses personnages sur la carte du monde pour choisir le déroulement de sa progression et durant les combats. Il suit également une série de scènes cinématiques, ou d'images fixes ou légèrement animées, proposant des boîtes de dialogues décrivant la narration d'un scénario linéaire ne laissant aucun choix au joueur en dehors de l'ordre dans lequel les missions peuvent être accomplies. Le joueur est régulièrement confronté à des combats durant lesquels il contrôle des personnages sur une carte composée d'une grille, affichée dans une perspective en vue de dessus. Lors de ces combats ou des interactions entre les différents personnages, la vue peut se transformer et passer en vue objective.
Fire Emblem: Awakening permet au joueur de personnaliser les caractéristiques de l'avatar, notamment son genre, son physique, son nom, ses atouts et ses défauts,. Le jeu propose quatre niveaux de difficulté : normal, difficile, infernal et « Infernal + », le mode le plus dur du jeu, qui est débloqué après avoir terminé le jeu en difficulté infernale. Le joueur peut également choisir si ses personnages meurent définitivement ou s'ils reviennent à la prochaine bataille, respectivement avec le mode « Classique » et le mode « Débutant », une première dans la série,. Par ailleurs, peu importe le mode choisi, si Chrom ou Daraen tombe au combat, un écran de game over apparaît et le niveau doit être recommencé.

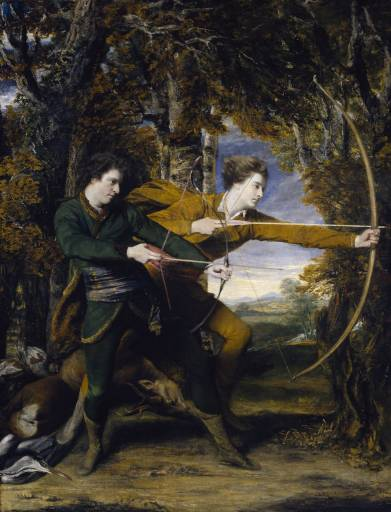
Deux archers médiévaux, ayant servi d'inspiration pour le design de certains personnages, comme Virion ou Noire.

Le joueur peut se déplacer sur la carte d'Ylisse et emprunter différents chemins alternant champs de batailles, rencontres et magasins. Certains arrêts sont optionnels et offrent la possibilité de réaliser des quêtes annexes qui permettent le recrutement de nouvelles unités ou l'obtention de ressources rares, tandis que d'autres sont obligatoires pour faire progresser l'intrigue,. Sur la carte du monde, le joueur contrôle Chrom qui sert de sélecteur de niveau. Il est possible de retourner dans des niveaux déjà terminés en cas d'invasion par les Ombres, les soldats réincarnés. Dans les magasins, le joueur peut acheter des objets, améliorer ou vendre ses armes à la forge ou discuter avec des personnages non-joueurs.

### Combats
Fire Emblem: Awakening propose un gameplay similaire à celui des autres opus de la saga Fire Emblem, sur un champ de bataille décomposé en différentes cases à travers lesquelles les unités du joueur et les ennemis évoluent. Durant une attaque, la caméra passe d'une vue du dessus à une vue à la troisième personne ou en vue subjective.

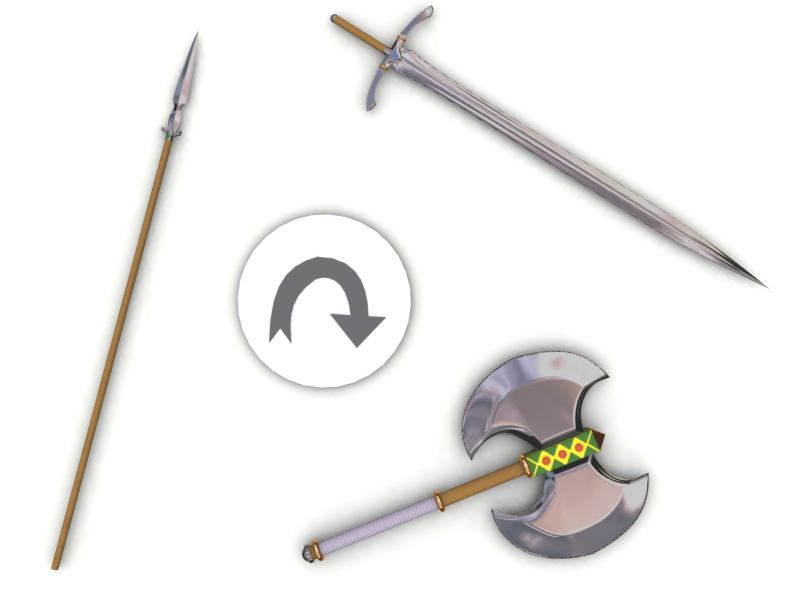
Représentation schématique du triangle des armes.

Les combats s'effectuent au tour par tour. Les unités du joueur, en bleu, jouent les premiers, suivies par les unités ennemies en rouge qui sont parfois suivies par des unités dites « alliées », en vert. Les déplacements se font case par case, chaque unité disposant d'une jauge de déplacement qu'elle ne peut pas dépasser et qui varie selon leur classe : par tour, les cavaliers ont uns plus grande amplitude de mouvement que les unités à pieds, qui en ont elles-mêmes une plus grande que les unités en armure. À l'exception des unités volantes, comme les chevaliers wyvernes ou les cavaliers pégases, l'environnement peut également entraver les déplacements des unités : les cases de désert ou de forêts denses limitent les cases parcourues par les unités. Si un personnage est encore en vie à l'issue d'un combat, il gagne de l'expérience pour monter en niveau, améliorant ainsi ses caractéristiques. Celles-ci, ainsi que les classes, imposent au joueur d'adopter certaines stratégies lors des combats. En effet, le joueur doit par exemple utiliser à bon escient des attaques magiques sur des unités possédant une faible résistance ou utiliser des archers contre des unités volantes, ces derniers étant plus efficaces que les autres soldats contre ces unités,. Le joueur doit également prendre en compte la durabilité de ses armes qui se brisent après un certain nombre d'utilisations. 

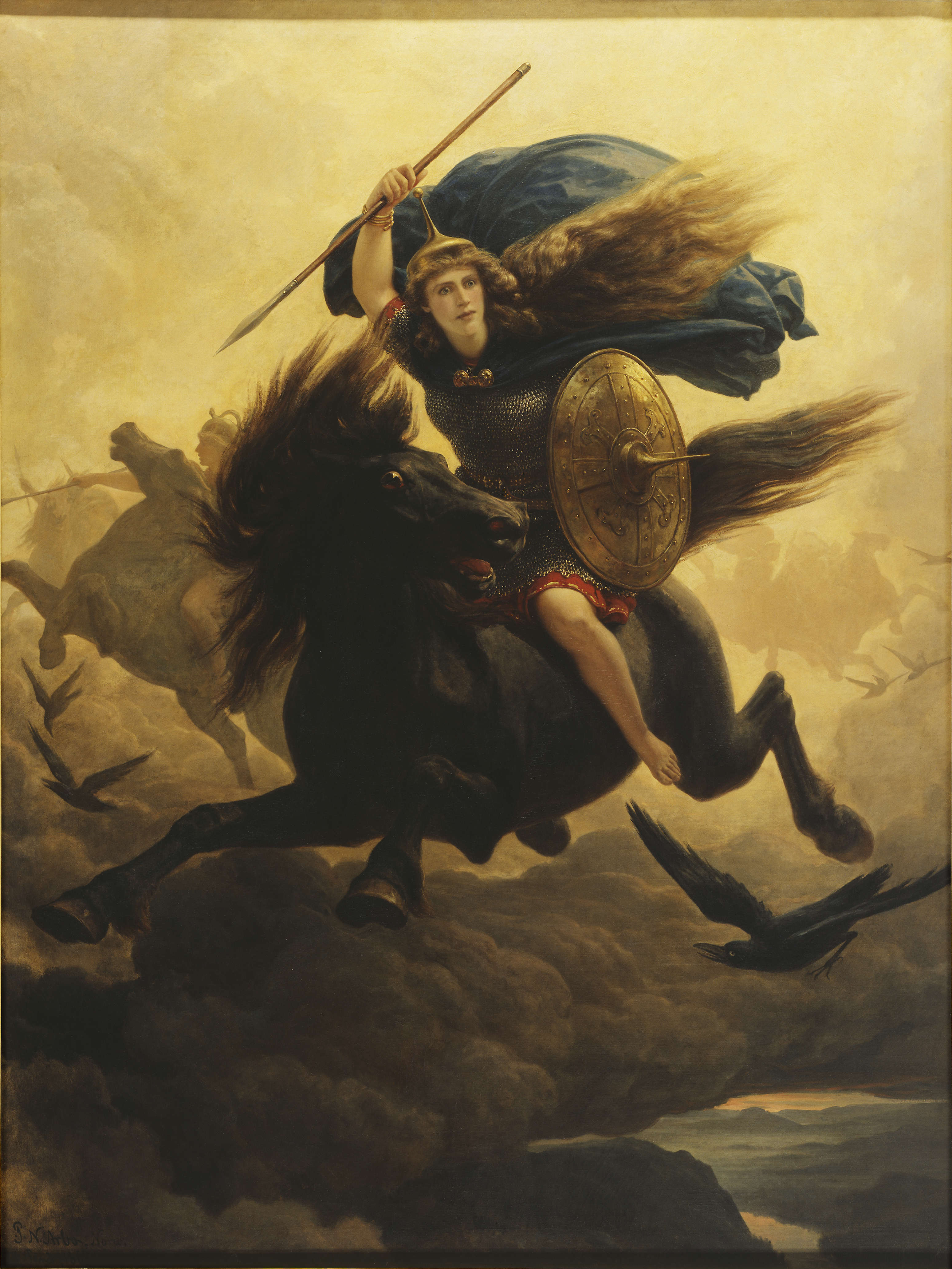
Peinture représentant une cavalière en armure, ici une valkyrie, ayant servi d'inspiration pour des personnages du jeu, comme Sully.

Il existe plusieurs moyens de remporter la victoire. La plus courante est d'éliminer l'intégralité des forces ennemies en présence, mais il faut parfois réussir à prendre un fort, à tuer seulement le boss, voire à survivre un nombre de tours donnés. Pour chaque carte, le joueur dispose d'un nombre limité d'unités, de classes et de caractéristiques différentes, comme les chevaliers pégases, les mages, les clercs ou les cavaliers. Les classes des personnages varient et donnent accès à différentes armes et capacités de mouvement. Une fois un niveau suffisant atteint, les unités peuvent améliorer leur classe, augmentant ainsi leurs caractéristiques. La promotion des unités s'effectue par l'intermédiaire de deux objets, les magisters et les scolaris,.
Avant chaque combat, le joueur a la possibilité de modifier son inventaire, pour préparer au mieux ses unités, de choisir celles qu'il envoie au combat, mais également l'accès aux dialogues entre personnages entre les unités : les « conversations de soutiens ». Une fois le combat lancé, seul Chrom a encore accès à l'ensemble de l'inventaire, alors que les autres personnages ne peuvent porter que cinq objets au maximum. À l'instar des autres opus de la saga Fire Emblem, Awakening présente un système de triangle des armes, système conférant à certaines armes un avantage sur d'autres, à la manière du jeu pierre-papier-ciseaux : les épées sont efficaces contre les haches, elles-mêmes surpassant les lances, ces dernières ayant l'avantage face aux épées,. Sur le champ de bataille, le joueur peut trouver des armes ou de l'expérience sur des cases scintillantes, annonciatrices d'un événement.
Les liens entre les personnages se développent soit en dehors des combats, dans la caserne, soit sur le champ de bataille. Combattre avec une unité confère un avantage, l'allié pouvant ainsi, en plus d'offrir un bonus de caractéristiques, protéger l'unité de coups adverses ou attaquer à son tour, voire les deux,. En dehors des combats, les relations entre les personnages peuvent évoluer jusqu'au mariage et à la naissance d'enfants,. Chaque enfant voit son apparence et ses caractéristiques conditionnées par leurs parents et peut également avoir accès à différentes classes en fonction de ceux-ci, une première dans les jeux de la saga.

### Autres fonctionnalités
Le joueur a également accès à la caserne, un bâtiment personnalisable qui lui permet de visualiser ses unités, les faire interagir afin d'augmenter leurs relations de soutien ou trouver des objets.
Fire Emblem: Awakening présente aussi des interactions avec StreetPass, en faisant apparaître un autre joueur et son armée sur la carte du monde. Il est alors possible de lancer les pourparlers avec ce groupe, de voir les caractéristiques des unités, d'affronter le chef, conduisant ainsi à son recrutement, de lui acheter des armes ou de le congédier,. Le jeu propose également un mode multijoueur local, permettant à deux joueurs d'allier leurs armées pour affronter une armée contrôlée par la console.
Le jeu dispose de trois emplacements de sauvegarde et autorise le joueur à sauvegarder durant les combats. Ceci le force néanmoins à quitter le logiciel et à supprimer cette sauvegarde éphémère dès le relancement du jeu afin d'éviter les abus de sauvegardes.
Le joueur a également accès à un testeur de relations, géré par un personnage nommé « vieux Baba », qui, grâce à des visions, estime le taux d'affection entre deux personnages. Néanmoins, les résultats de ses visions sont totalement aléatoires, n'influencent en aucun cas l'histoire principale et peuvent changer pour les mêmes personnages.

## Développement

### Genèse du projet, équipe et nouveautés apportées au concept
Le projet de développement de Fire Emblem: Awakening débute en 2010 lorsque Genki Yokota, directeur du Nintendo SPD, finit son travail sur Xenoblade Chronicles, résultat d'une coopération entre Nintendo et Intelligent Systems. Parmi les membres du projet, figurent des habitués de la franchise Fire Emblem, à l'instar du directeur du projet Masahiro Higuchi, qui travaille sur la saga depuis Fire Emblem: Genealogy of the Holy War, ou Kouhei Mada, membre d'Intelligent Systems et qui travaille sur la série depuis Fire Emblem: The Binding Blade. L'idée d'un nouvel opus germe après la fin du développement de Fire Emblem: New Mystery of the Emblem sorti exclusivement au Japon, remake du troisième opus de la saga Fire Emblem: Mystery of the Emblem, sorti sur Super Nintendo exclusivement au Japon lui aussi. Durant la première année de développement, les progrès sont lents, Hitoshi Yamagami, le producteur, se concentrant sur la structure du jeu et son scénario. Une fois ce travail effectué, il demande à Genki Yokota, co-directeur, de continuer l'avancement des travaux.
| Peinture japonaise représentant un pêcheur habillé de bleu et une geisha drapée de rouge. |  | Pêcheur bleu vieillissant de manière accélérée après l'ouverture d'une petite boîte sur une plage, sous un soleil couchant. |
| Estampes représentant la légende de Urashima Tarō, notamment sa rencontre avec la fille du roi des mers et son vieillissement accéléré, représentant l'état d'esprit des développeurs lors du design des personnages. |  | |

Le directeur artistique, Toshiyuki Kusakihara, participe également au character design aux côtés de Yūsuke Kozaki, engagé afin d'apporter du sang neuf et des nouvelles perspectives pour la série. De plus, son travail précédent sur le jeu Wii No More Heroes ayant été très bien reçu en dehors du Japon, Nintendo espère profiter d'une visibilité internationale. Durant le développement, de nombreuses réunions ont lieu entre les deux artistes, si longues que, pour Toshiyuki Kusakihara, elles lui évoquent la légende de Urashima Tarō, conte folklorique nippon où le héros vieillit très rapidement.
À cause de ventes décevantes des derniers jeux de la saga, Fire Emblem: Awakening est pensé pour être le treizième et dernier opus de la série s'il se vend à moins de 250 000 unités. L'équipe de développement panique alors et désire mettre en place le plus de nouveautés possibles dans cet épisode afin d'en faire un chant du cygne, une culmination de tous les jeux de la licence Fire Emblem. Lors du développement, l'idée est de placer l'intrigue dans une époque moderne, au début du XXIe siècle, voire sur la planète Mars, avant de revenir sur l'idée d'un univers médiéval de fantasy, à l'instar des précédents opus. Durant un mois, l'équipe décide quelles mécaniques de jeu inclure ou non, notamment le retour des mariages ou le mode « Débutant », afin de trouver une harmonie entre les différents mécanismes et d'atteindre un équilibre global. Au sein de l'équipe, le jeu est connu sous les noms de code Fire Emblem 2011 ou Fire Emblem: The Children from the Brink avant de retenir le nom de Fire Emblem: Awakening, titre né de la volonté de faire un titre Fire Emblem ultime. Malgré la pression, l'équipe entame alors le développement dans une bonne humeur générale.

### Conception des lieux, des personnages et du scénario

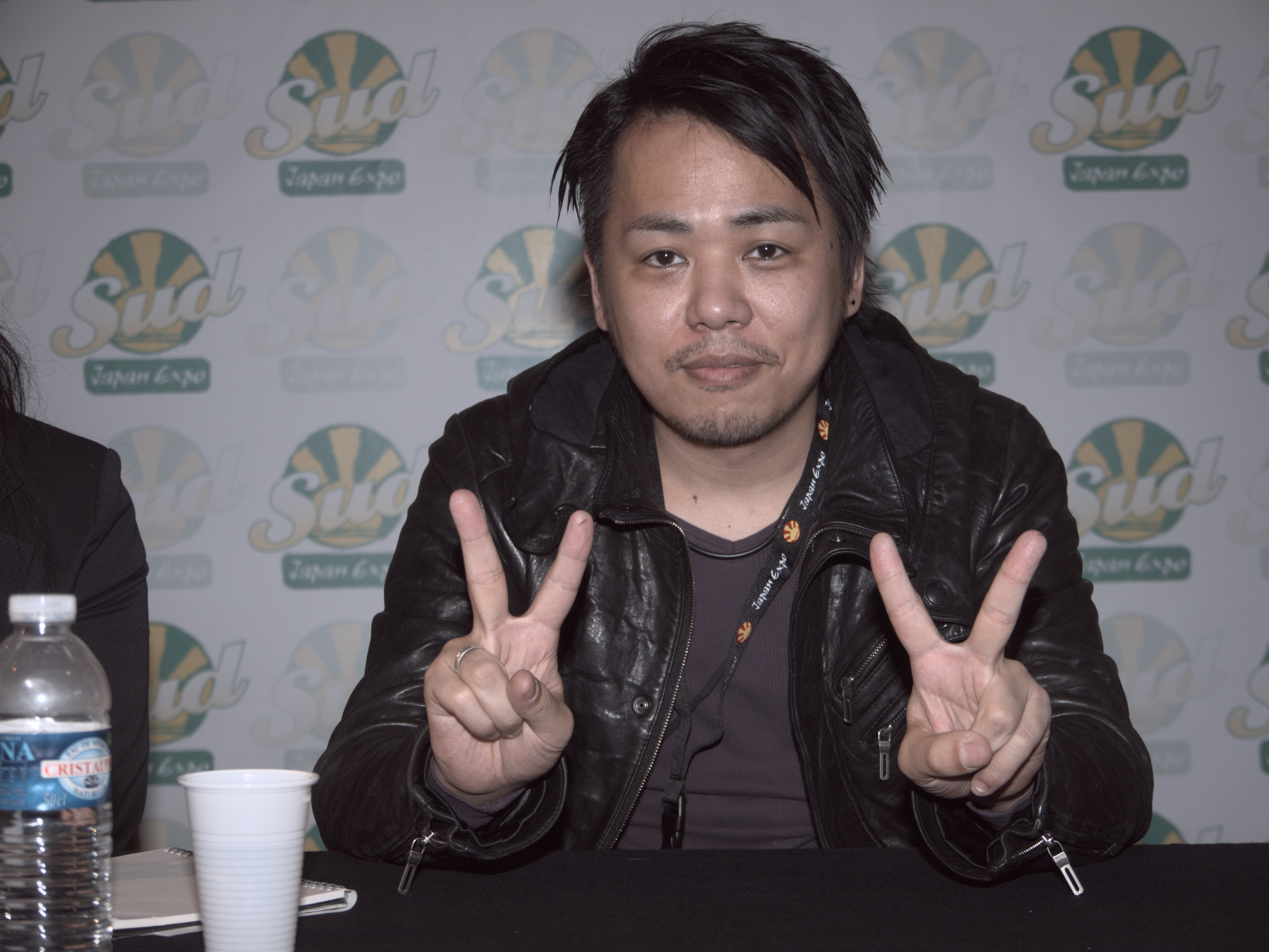
Yūsuke Kozaki, artiste principal de Fire Emblem: Awakening, ici en 2011.

C'est Maeda qui est principalement chargée de l'écriture du scénario. Si certains points de scénarios, comme l'identité de « Marth », sont prévus dès le début du développement, beaucoup d'autres retournements de scénario sont trouvés durant la phase de développement par des employés de Nintendo ou d'Intelligent Systems.
Chaque personnage du jeu est donc associé à une personnalité différente ainsi qu'à un passé déterminé. Le premier personnage créé en totalité est Inigo, le fils d'Olivia, personnage préféré de Nami Kumoru, responsable de la conception des personnages. Une très grande bible regroupant toutes les informations sur la personnalité des personnages est alors créée afin de pouvoir permettre à plusieurs équipes différentes de travailler sur toutes les relations de soutien entre les personnages. Pour les nommer, l'équipe s'inspire de propositions de fans de la série. Souhaitant que chaque personnage ait l'impression d'avoir une vie en dehors du jeu, des portraits sont également effectués pour les ennemis génériques du jeu. La création des personnages est considérée comme l'une des étapes les plus difficiles du développement du jeu.

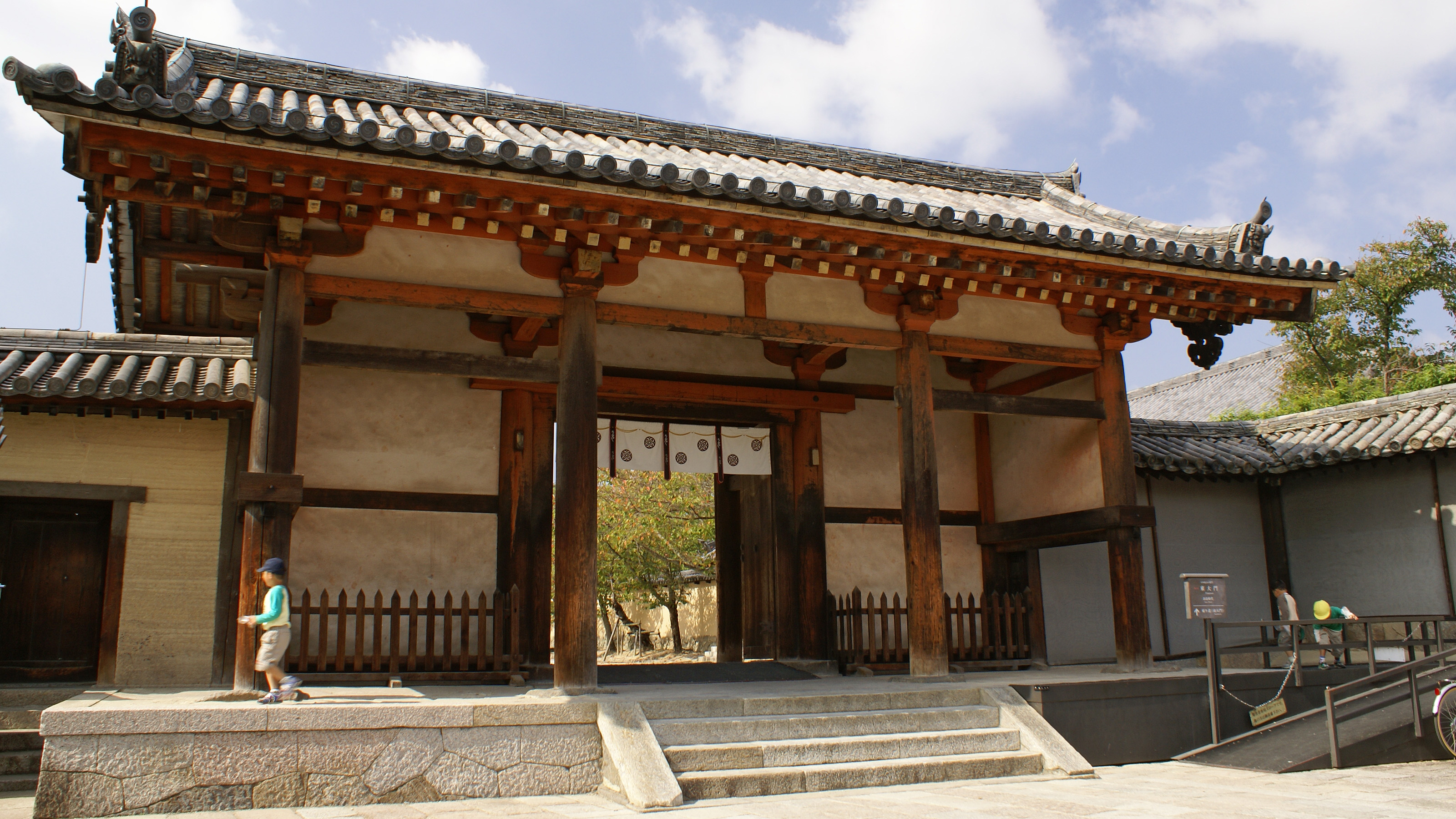
Temple Hōryū-ji à Ikaruga. Il est typique de l'époque Nara, qui a servi d'inspiration pour la conception du pays de Chon'sin.

Yūsuke Kozaki, en plus d'être responsable de la création du design des personnages, est également responsable des portraits en deux dimensions apparaissant lors des dialogues entre les unités. Après quelques recherches, il tente de créer des personnages plaisant aux nouveaux fans comme aux anciens, en prenant en compte notamment l'histoire des personnages : par exemple, le voleur Gaius est représenté avec un sac de bonbons, représentant son amour pour les sucreries. Quant à Chrom, il est pensé comme étant l'essence de tous les précédents héros des jeux de la licence Fire Emblem, plus particulièrement comme la fusion de Marth, héros de Fire Emblem: Shadow Dragon and the Blade of Light et d'Ike, héros de Fire Emblem: Path of Radiance. Pour son travail, Yūsuke Kozaki dessine tous les personnages côte à côte sur la même toile, afin de garder une vision d'ensemble et de garder un équilibre dans la conception des personnages.
Si les pays d'Ylisse sont inspirés des royaumes médiévaux classiques, le royaume de Chon'sin, sur le continent de Valm, est pour sa part inspiré du Japon féodal, notamment de l'époque Nara, dans l'architecture, le paysage, le design ou le caractère des personnages. Afin de se familiariser avec la création des cartes, l'équipe de développement synthétise en premier lieu la première carte du premier jeu de la saga, alternant entre style classique 8 bits et rendu 3D.
D'anciens artistes ayant participé au character design d'autres jeux Fire Emblem, comme Senri Kita, artiste de Fire Emblem: Radiant Dawn, ou Sachiko Wada, artiste de Fire Emblem: The Blazing Blade et de Fire Emblem: The Sacred Stones, contribuent au dessin des anciens personnages de la série revenus dans les DLC. De nouveaux artistes, comme Kimihiko Fujisaka, sont également engagés.

### Changements apportés au système de jeu

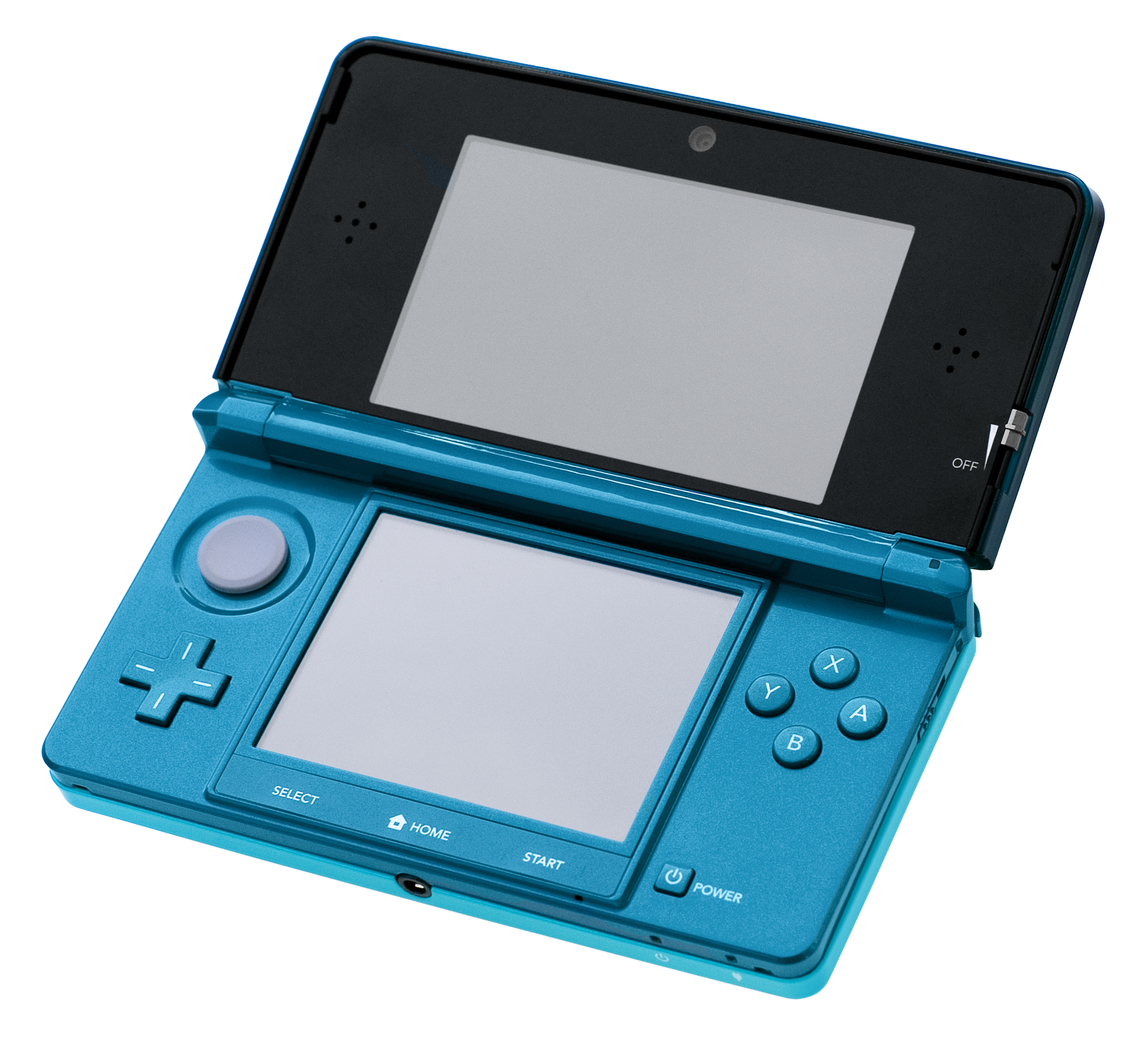
Console Nintendo 3DS sur laquelle est sorti Fire Emblem: Awakening.

Afin de rendre compte des relations entre les personnages, les attaques en duo sont ajoutées, les personnages ayant plus de chances d'effectuer des actions combinées, d'attaque ou de défense, si leur niveau de soutien est élevé. Le passage optionnel de la caméra en vue objective durant les combats, nouveauté de cet opus, est inclus non seulement pour augmenter la sensation de liberté du joueur mais aussi pour montrer les capacités 3D de la Nintendo 3DS.
De forts débats secouent l'équipe durant le développement. En effet, l'équipe se divise sur la difficulté du jeu, certains membres pensant que la difficulté doit pouvoir être modifiée au bon vouloir du joueur pendant le jeu. Jugeant néanmoins cette idée contraire à la tradition des jeux Fire Emblem, la difficulté est donc choisie au début de l'aventure et ne peut plus être modifiée ensuite. De la même manière, bien que l'idée de mariage soit acceptée facilement, Kusakihara souhaite que les scènes de romances se terminent systématiquement par un baiser de la part des deux personnages, proposition que les autres membres de l'équipe refusent catégoriquement. L'équipe de développement fait également des efforts afin de rendre l'interface du jeu encore plus intuitive pour le joueur, remplaçant notamment le curseur en forme de triangle par une main de petite taille. Le « Mode Débutant », introduit pour la première fois dans Fire Emblem: New Mystery of the Emblem mais jusqu'à présent exclusif au Japon, est également l'une des nouveautés controversées au sein de l'équipe, finalement acceptée à la suite de l'insistance de Yamagami qui pense que les joueurs actuels n'apprécieraient pas le fait de devoir investir beaucoup plus de temps à cause de la mort d'un personnage. C'est donc la première fois que l'équipe de développement s'adapte à la politique des jeux Nintendo qui ont la réputation d'être plus faciles à jouer et plus facilement accessibles pour tous les joueurs.

### Animations et cinématiques
Fire Emblem: Awakening est le premier jeu de la saga à proposer des graphismes en 3D stéréoscopique grâce aux capacités de la Nintendo 3DS. De plus, le développement du jeu débute alors que la console n'est pas encore sortie. À cause de cela, les développeurs sont assez incertains quant aux capacités de ladite console. Des difficultés concernant les interactions entre les éléments en deux dimensions et ceux en trois dimensions surviennent alors et, afin d'éviter au maximum le clipping, les développeurs décident de retirer les pieds des personnages sur leurs modèles 3D : ainsi, l'articulation de la cheville et des pieds est enlevée afin de limiter le nombre d'os et d'articulations des modèles. Bien que découvrant plus tard que la console est finalement assez puissante pour afficher ces pieds, ils décident de laisser ce modèle unique qui donne une identité au jeu, quitte à se donner la possibilité de rajouter les pieds des personnages dans un futur jeu. D'autres développeurs souhaitent que le joueur concentre son attention sur la partie supérieure des corps, augmentant ainsi la taille du haut du corps et réduisant celle des pieds.

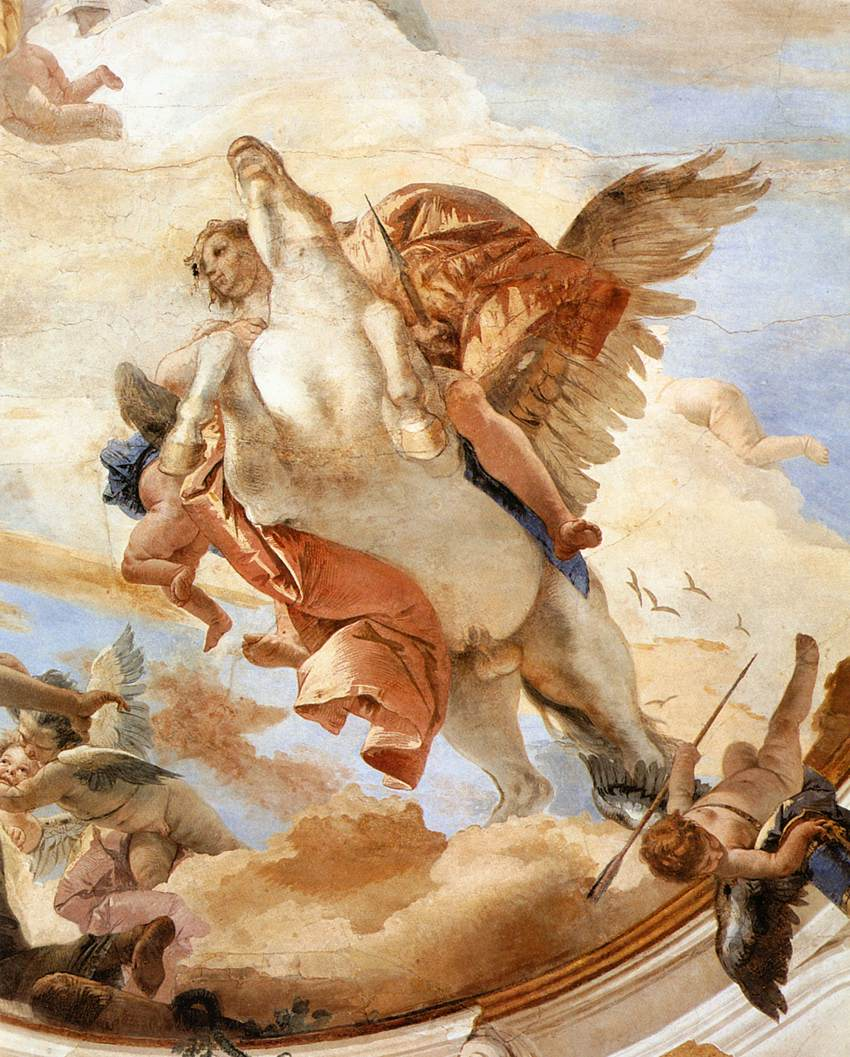
Peinture représentant un chevalier à dos de pégase, de manière similaire à certaines unités du jeu comme Sumia ou Cordelia.

De nouveaux éléments environnementaux sont également ajoutés lors des scènes de batailles, comme des nuages de poussière après certaines attaques des personnages.
Pour les scènes cinématiques, l'équipe d'animation souhaite mettre en place une impression de grandeur et de spectacle, grâce à des génériques d'ouverture inspirés des Taiga drama. Le studio d'animation japonais Kamikaze Douga supervise les scènes cinématiques mineures, utilisant les modèles des personnages, tandis que le studio Anima se charge des scènes les plus importantes, animées intégralement, à l'instar de la cinématique d'ouverture. Anima a ainsi pour mission de rendre vivantes ces scènes jugées cruciales.

## Bande-son

### Musique
La musique de Fire Emblem: Awakening est composée par plusieurs artistes dont Hiroki Morishita, un compositeur d'Intelligent Systems auparavant uniquement connu pour son travail sur Paper Mario: Sticker Star, et Rei Kondoh, un compositeur connu pour son travail sur des jeux vidéo populaires comme Devil May Cry 4, Bayonetta, Ōkami, ou Dragon's Dogma, mais également sur des films comme Resident Evil: Damnation,. Enfin, Yuka Tsujiyoko, compositrice de la musique des anciens opus de la série Fire Emblem, contribue à la musique de ce qui est supposé être le dernier épisode de la saga pour un seul morceau intitulé Champion. Lors de sa sortie, l'album Fire Emblem: Awakening Original Soundtrack est la plus grande compilation de musiques Fire Emblem.
Les musiques d'ambiance sont principalement dominées par des percussions et des cordes pincées, reprenant le thème principal de la saga sous forme plus douce. Néanmoins, ces reprises restent utilisées avec parcimonie afin de conserver l'impact recherché. La musique qui sert de thème au personnage principal, Id~Serenity, existante sous différentes variations, est récurrente durant toute l'aventure. Elle est également marquée par l'apparition du piano et de l'accordéon qui ajoute un aspect mélancolique à cette piste.
Certaines mélodies rappellent les origines 16 bits de la saga, comme la piste Prélude qui présente des tonalités héroïques et motivantes, tout en y ajoutant des chœurs et une orchestration plus poussées pour les phases de combat. On retrouve également une grande variété d'instruments dans les autres morceaux, comme du xylophone dans We should turn in for the night, ou de la harpe et des notes de flûtes dans des titres comme Destiny. D'autres pistes, comme Such bonds are the true strength of this army, changent du thème généralement épique ou de guerre pour s'orienter vers le jazz, cette musique se jouant durant les scènes de soutien.
Les musiques jouées durant les scènes culminantes du jeu, comme Run all you like – you can't escape fate ou Chaos, bénéficient d'une inspiration gothique et utilisent un tempo rapide ainsi que des orgues.
Une compilation est sortie sous la forme de quatre CD regroupant la musique du jeu et d'un cinquième CD, bonus, regroupant les effets sonores, les voix des personnages et une version haute définition de la cinématique d'ouverture,. Un livret présentant les différents croquis préparatoires du jeu est également offert avec l'achat du disque.

### Doublage
Fire Emblem: Awakening est le premier épisode de la franchise à présenter des lignes de dialogues doublées. Bien que limitées aux cinématiques, à certaines exclamations et aux combats, chaque personnage nommé, excluant donc les ennemis génériques, possède des lignes de dialogues jouées. À l'exception de scènes spéciales ayant lieu lors des demandes en mariage des personnages, les dialogues ne sont néanmoins pas doublés en intégralité car l'équipe de développement craignait que cela ait un impact trop important sur le rythme du jeu en le ralentissant.

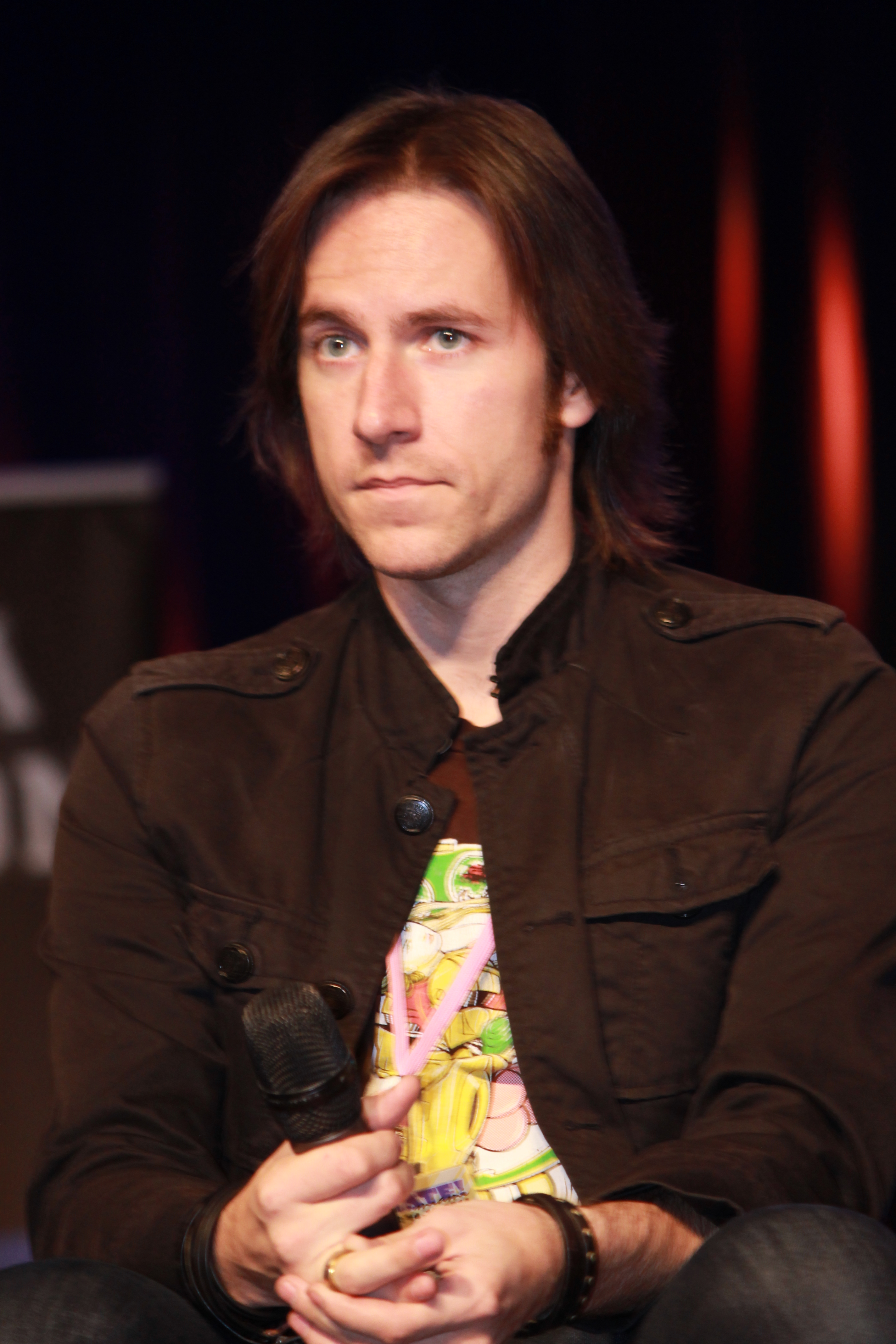
Matthew Mercer, interprète anglais de Chrom, héros de Fire Emblem: Awakening.

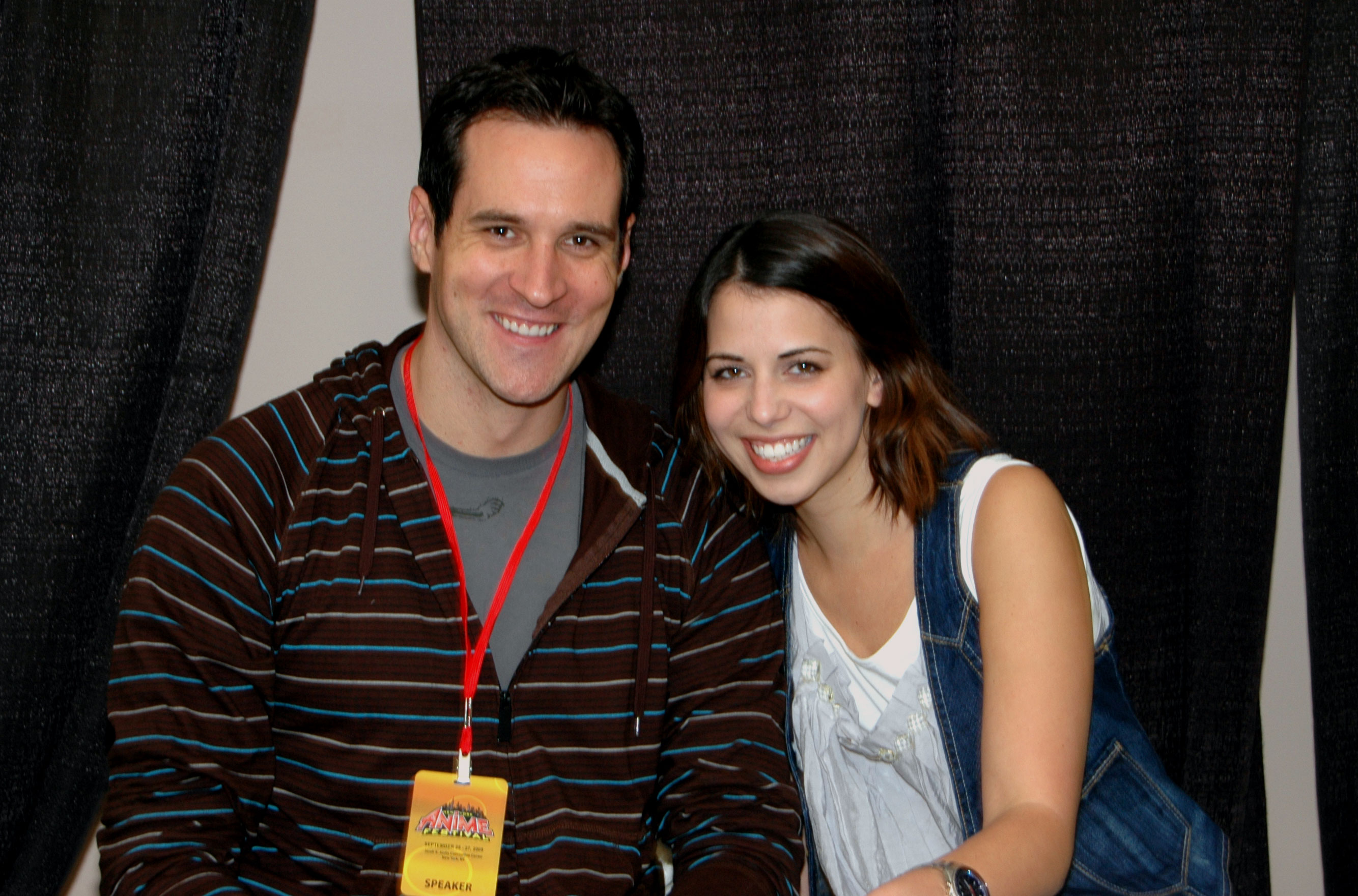
Laura Bailey et son mari Travis Willingham, interprètes anglais respectifs de Lucina, de Lon'qu et de Brady.

Pour toutes les versions du jeu vendues hors du Japon, le jeu dispose de voix doublées en anglais,. Néanmoins, le joueur dispose de la possibilité d'écouter les voix en japonais via le menu des options s'il le désire,.
Pour les voix anglaises, les comédiens de doublage sont auditionnés sans savoir que le projet est un jeu Fire Emblem,,. Une fois engagés, les acteurs disposent alors d'informations concernant leurs personnages, leur permettant de leurs insuffler une personnalité propre. Dans le cas de Matthew Mercer, le doubleur de Chrom, les informations données par Patrick Seitz, le directeur du doublage, lui permettent de donner un aspect à la fois détendu, maladroit, héroïque et princier au héros. Les informations sont également données au fur et à mesure : par exemple, Julie Ann Taylor double toutes les lignes de Cordelia avant d'apprendre qu'elle doit également doubler Severa, sa fille. Les doubleurs possèdent néanmoins une certaine part d'autonomie puisqu'ils peuvent modifier certains aspects des voix de leurs personnages afin de produire un meilleur résultat, comme Kyle Hebert qui suggère de ne pas donner d'accent hispanique à Valldar.
Pour la version japonaise, des voix bien connues du grand public sont choisies pour doubler les personnages. En plus du doublage, des chœurs sont également engagés pour chanter certaines musiques du jeu, comme Divine Decree.

## Accueil

### Commercialisation et sortie
Fire Emblem: Awakening est tout d'abord annoncé en septembre 2011 dans le programme des sorties de jeux Nintendo pour 2012, aux côtés de Monster Hunter 4 ou de Bravely Default. Pour l'occasion, Nintendo sort une console Nintendo 3DS à l'effigie du jeu qui est pré-installé sur la console. Dès le début du développement, l'idée de l'exporter hors du Japon est envisagée, la localisation du jeu est donc confiée au studio 8-4 qui travaille avec Nintendo of America. Ce processus dure un peu plus d'un an.
Dès février 2012, la sortie du jeu en Europe est annoncée, bien que la date soit à ce moment-là inconnue. Un domaine web au nom du jeu est également réservé dès avril de la même année. En juin, la sortie américaine du jeu est également confirmée par Nintendo of America. Comme au Japon, une 3DS édition limitée avec le jeu pré-installé est disponible à la vente,,. Le 17 janvier 2013, soit deux semaines avant sa sortie américaine, une version de démonstration est disponible sur le Nintendo e-shop.
Lors de la sortie du jeu aux États-Unis, certains revendeurs ne reçoivent pas le jeu à cause de problèmes de livraison alors qu'il est disponible sur l'e-shop Nintendo,.

### Critiques
Fire Emblem: Awakening est très bien reçu par la presse spécialisée qui émet des critiques positives concernant son gameplay, son scénario et sa bande-son. Néanmoins, parmi les reproches les plus récurrents figurent le prix de vente et le nombre des contenus téléchargeables ainsi que l'absence de pieds sur les modèles 3D des personnages.
Pour le site français Gamekult, « le système de jeu [est] à toute épreuve[...,] la stratégie au tour par tour se [prêtant] particulièrement bien au format portable [tel que celui proposé par la 3DS] ». Pour Kimberley Wallace, journaliste chez Game Informer, les combats sont les réels points forts de Fire Emblem: Awakening, les soutiens entre les unités sur le champ de bataille offrant un potentiel presque infini. Le soin apporté aux relations entre les personnages est l'un des points les plus appréciés par les magazines spécialisés Joystiq et Edge,. Les combats sont décrits comme « brillamment designés » par Destructoid qui vante notamment les interactions avec l'environnement en plein combat. Chad Sapieha, journaliste au Financial Post, loue la proximité entre scénario et système de jeu, représenté par le système de soutien disponible lors des batailles. Il félicite également l'écriture du scénario et des personnages, permettant un investissement plus profond du joueur. GameSpot loue le gameplay, aussi bien les « nouveaux éléments que les bases de la stratégie au tour par tour ». Le site spécialisé GamesRadar+ vante le nombre de quêtes secondaires, donnant au titre une longue durée de vie, ainsi que les éléments stratégiques du gameplay mêlant tactique, positionnement et soutien entre les unités. Pour le site français Gameblog, le système de jeu est « toujours aussi aiguisé », les possibilités d'unions et de soutien sur le champ de bataille enrichissant encore plus l'expérience de jeu. IGN loue également le gameplay, « profond et satisfaisant, rendant l'expérience de jeu comme la meilleure expérience de stratégie sur 3DS ». De la même façon, JeuxActu vante un « scénario épique et complètement prenant, couplé à un système de soutien et de duo tactiquement au top ». The Guardian félicite un gameplay « solide et bien rythmé, malgré sa complexité », et une trame narrative « captivante ».
Les graphismes sont jugés par Gamekult comme simples mais agréables, utilisant la 3D de manière intelligente. Similairement, le magazine The Escapist apprécie la qualité des graphismes en plus de juger la musique « fantastique », tout comme JeuxActu qui trouve la bande-son « originale et prenante ». Game Informer apprécie également la dualité des graphismes, alternant entre belles cinématiques 3D et sprites au charme plus rétro. La direction artistique est louée par Destructoid. Pour le site Game Revolution, les cinématiques sont jugées magnifiques, allant jusqu'à les décrire comme « les meilleures de la console ». De la même façon, IGN vante le « style visuel varié et réussi proposé par Fire Emblem: Awakening ». Jeuxvideo.com apprécie la bande sonore, « l'une des meilleures de la série », ainsi que « les animations de combat et le rendu 3D ». Jon Irwin, journaliste chez Kill Screen, vante également les effets 3D, « subtils mais efficace» ».
Le site spécialisé GameSpot apprécie également les fonctionnalités StreetPass, jugées « excellentes ». Similairement, Kathryn Bailey, du site GamesRadar+, qualifie d'« intelligentes » les fonctionnalités apportées par StreetPass. Yann Bernard, de Gameblog, relève quant à lui avec intérêt la difficulté, « ajustable à la carte », ainsi que « la durée de vie énorme du jeu ». Audrey Drake, d'IGN, apprécie l'expérience de jeu très personnalisable. De la même façon, Jeuxvideo.com applaudit les batailles « entièrement personnalisables ».
Ray Carsillo, journaliste chez EGM, déplore néanmoins le peu d'utilisation de la technologie 3D ainsi que l'absence de pieds sur le modèle des personnages, donnant ainsi l'impression « qu'ils se tiennent sur la pointe des pieds, malgré de superbes cinématiques ». De manière similaire, Gamekult et Jeuxvideo.com se désole de ces modèles 3D incomplets ainsi que du prix des contenus téléchargeables,, à l'instar de Chris Carter, rédacteur en chef de Destructoid, qui se plaint du grand nombre de DLC. GameSpot émet également quelques réserves quant à l'interface du jeu, jugée parfois « peu intuitive », tout comme Gameblog qui juge que « l'ergonomie est perfectible ». Côté interface, JeuxActu regrette « un inventaire un peu bordélique ».

### Ventes
Lors de sa première semaine d'exploitation au Japon, Fire Emblem: Awakening s'écoule à près de 242 600 unités. Se hissant en tête du classement des ventes, le jeu dépasse les ventes combinées des autres jeux de ce classement, faisant de lui l'épisode de la saga Fire Emblem à s'être vendu le plus rapidement. Le stock prévu pour le jeu est vendu à plus de 80 % dès la première semaine, ce qui a pour conséquence la rupture de stock de plusieurs magasins. Selon Media Create, une entreprise japonaise spécialisée dans l'analyse du marché nippon du jeu vidéo, ce succès est dû à la bonne campagne de publicité réalisée par Nintendo, les nouveautés apportées au gameplay et aux personnages, et à l'anticipation des joueurs. De plus, l'engouement des fans s'étend également à la version limitée de la console aux couleurs du jeu vendue exclusivement sur le site de Nintendo. Néanmoins, Nintendo est totalement dépassé par les précommandes de cette version du jeu, les connexions étant tellement nombreuses que les serveurs de Nintendo subissent une panne totale, empêchant plusieurs clients de le commander. De plus, trop peu d'éditions limitées sont mises à disposition, poussant le président de Nintendo Satoru Iwata à s'excuser publiquement de l'incapacité de Nintendo à prévoir cet engouement des joueurs. Cependant, une loi japonaise empêchant de remettre en vente un produit ayant été annoncé comme « édition limitée », Nintendo ne peut remettre en vente ce produit. Iwata s'excuse également à ce sujet, assurant que Nintendo retiendra la leçon pour ses jeux à venir.
À la fin de l'année 2012, Fire Emblem: Awakening s'est vendu à 455 268 unités, faisant de ce jeu le 14e jeu le plus vendu de l'année 2012 au Japon, devant New Super Mario Bros. U, Kid Icarus: Uprising ou Kingdom Hearts 3D: Dream Drop Distance, mais derrière des jeux comme Pokémon Noir 2 et Blanc 2, Animal Crossing: New Leaf ou Mario Kart 7, rapportant ainsi 2,4 milliards de yens à Nintendo, soit 19 millions d'euros environ. En plus du jeu en lui-même, près d'un million deux cent mille contenus additionnels sont achetés, rapportant 380 millions de yens, soit 3 millions d'euros environ.
En dehors du Japon, les ventes sont également très satisfaisantes. Selon des propos tenus par Nintendo of America auprès de Joystiq, après un peu plus d'un mois de commercialisation, 180 000 copies du jeu sont distribuées en Amérique du Nord, dont 63 000 via l'eShop de la Nintendo 3DS, faisant de ce titre la déclinaison de la franchise ayant connu le plus de succès durant son premier mois de vente dans cette région du globe. Les ventes évoluent ensuite de manière croissante, atteignant 240 000 unités en octobre, le tiers étant dû à des ventes dématérialisées. En septembre 2013, les ventes atteignent 390 000 unités.
Au Royaume-Uni, le jeu débute à la troisième place du classement des ventes, derrière Injustice : Les dieux sont parmi nous et BioShock Infinite, augmentant également les ventes de consoles 3DS de près de 50 %.
En décembre 2014, Fire Emblem: Awakening s'est vendu à 1,9 million d'exemplaires, faisant ainsi de lui le jeu de la franchise le plus vendu à cette époque,.

### Récompenses
Dès sa sortie, Fire Emblem: Awakening est nommé pour de nombreux prix. Aux Famitsu Awards de 2012, Fire Emblem: Awakening fait partie des jeux ayant gagné le prix d'excellence décerné par le magazine.
En Occident, Fire Emblem: Awakening est également nommé dans plusieurs catégories. Aux Spike Video Game Awards de 2013, il compte parmi les candidats au titre de « Meilleur RPG de l'année ». Il gagne le prix de cette même catégorie dans un concours organisé par Pocket Gamer en 2014, concours ayant pour but de récompenser les meilleurs jeux de l'année 2013. Fire Emblem: Awakening est le lauréat dans les deux catégories où il est nommé aux IGN Awards de 2013 : « Meilleur scénario pour un jeu Nintendo 3DS » et « Meilleur jeu de stratégie sur Nintendo 3DS »,. La même année, il est nommé dans la catégorie « Meilleur jeu 3DS » par le site GameSpot, s'inclinant devant The Legend of Zelda: A Link Between Worlds. Lors des Game Developers Choice Awards de 2014, Fire Emblem: Awakening est nommé dans la catégorie « Meilleur jeu sur console portable ou mobile », perdant une fois encore au profit de The Legend of Zelda: A Link Between Worlds.
À l'instar de ses confrères, le site spécialisé Destructoid nomme Fire Emblem: Awakening dans plusieurs catégories lors de sa rétrospective de l'année 2013 : « Meilleur jeu de l'année 2013 », « Meilleur RPG de l'année », « Meilleur scénario », et enfin « Meilleure bande-son ».
Fire Emblem: Awakening est également récompensé par l'édition 2019 du livre Guinness des records comme étant le jeu portable de stratégie le plus apprécié par la critique. 
| Année | Récompense                    | Catégorie                                       | Statut     |
| ----- | ----------------------------- | ----------------------------------------------- | ---------- |
| 2012  | Famistu Awards                | Prix d'excellence                               | Lauréat    |
| 2013  | Destructoid Awards            | Meilleur jeu de l'année                         | Nomination |
| 2013  | Destructoid Awards            | Meilleur RPG                                    | Nomination |
| 2013  | Destructoid Awards            | Meilleure bande-son                             | Nomination |
| 2013  | Destructoid Awards            | Meilleur scénario                               | Nomination |
| 2013  | IGN Awards                    | Meilleur scénario pour un jeu Nintendo 3DS      | Lauréat    |
| 2013  | IGN Awards                    | Meilleur jeu de stratégie sur Nintendo 3DS      | Lauréat    |
| 2013  | GameSpot Awards               | Meilleur jeu Nintendo 3DS                       | Nomination |
| 2013  | Spike Video Game Awards       | Meilleur RPG                                    | Nomination |
| 2014  | The Pocket Gamer Awards       | Meilleur RPG                                    | Lauréat    |
| 2014  | Game Developers Choice Awards | Meilleur jeu sur console portable ou sur mobile | Nomination |

## Postérité

### Place dans la série et influence sur les jeux futurs

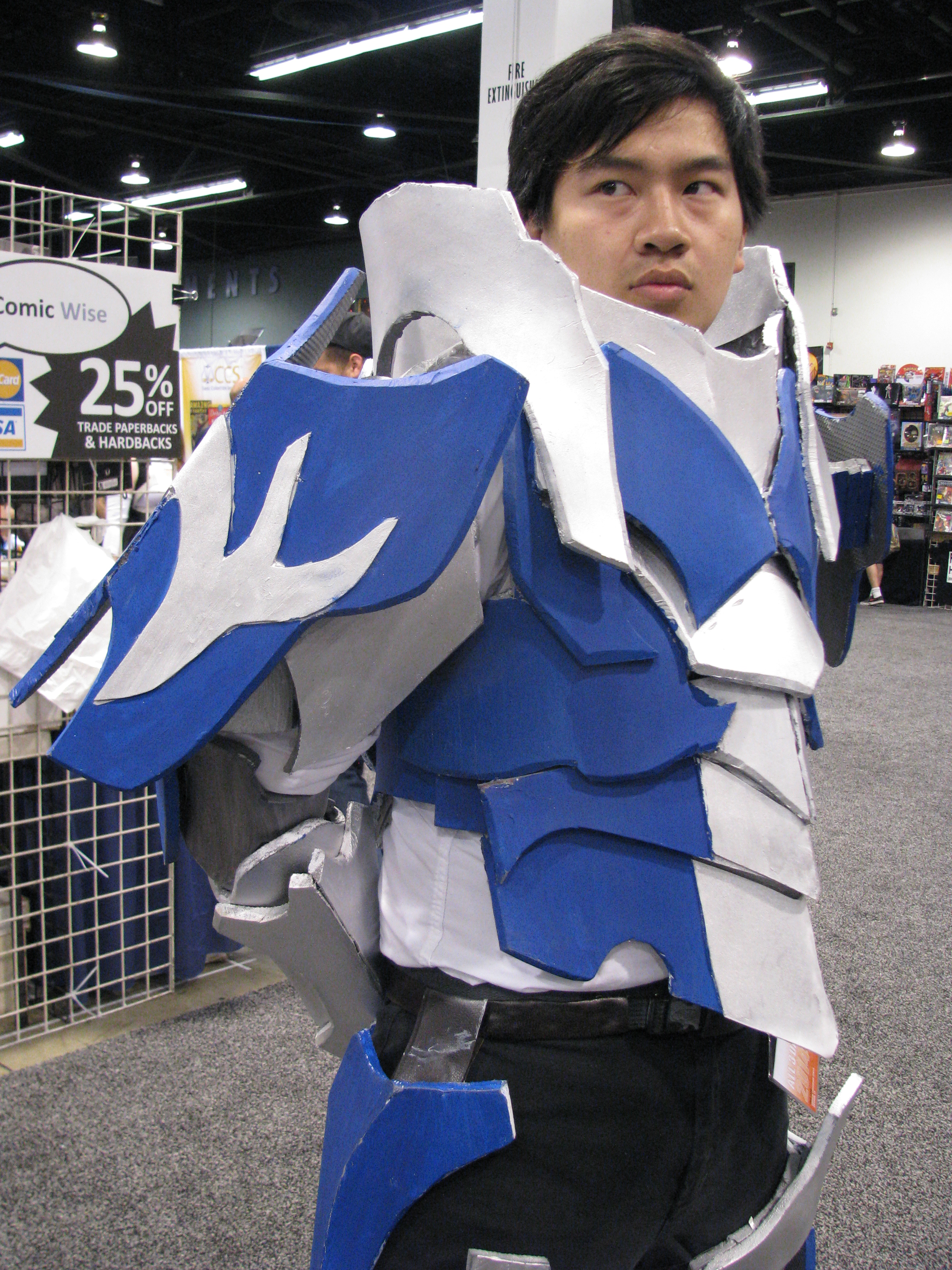
Cosplay de Frederick, protecteur de la famille royale d'Ylisse et l'un des personnages principaux de Fire Emblem: Awakening.

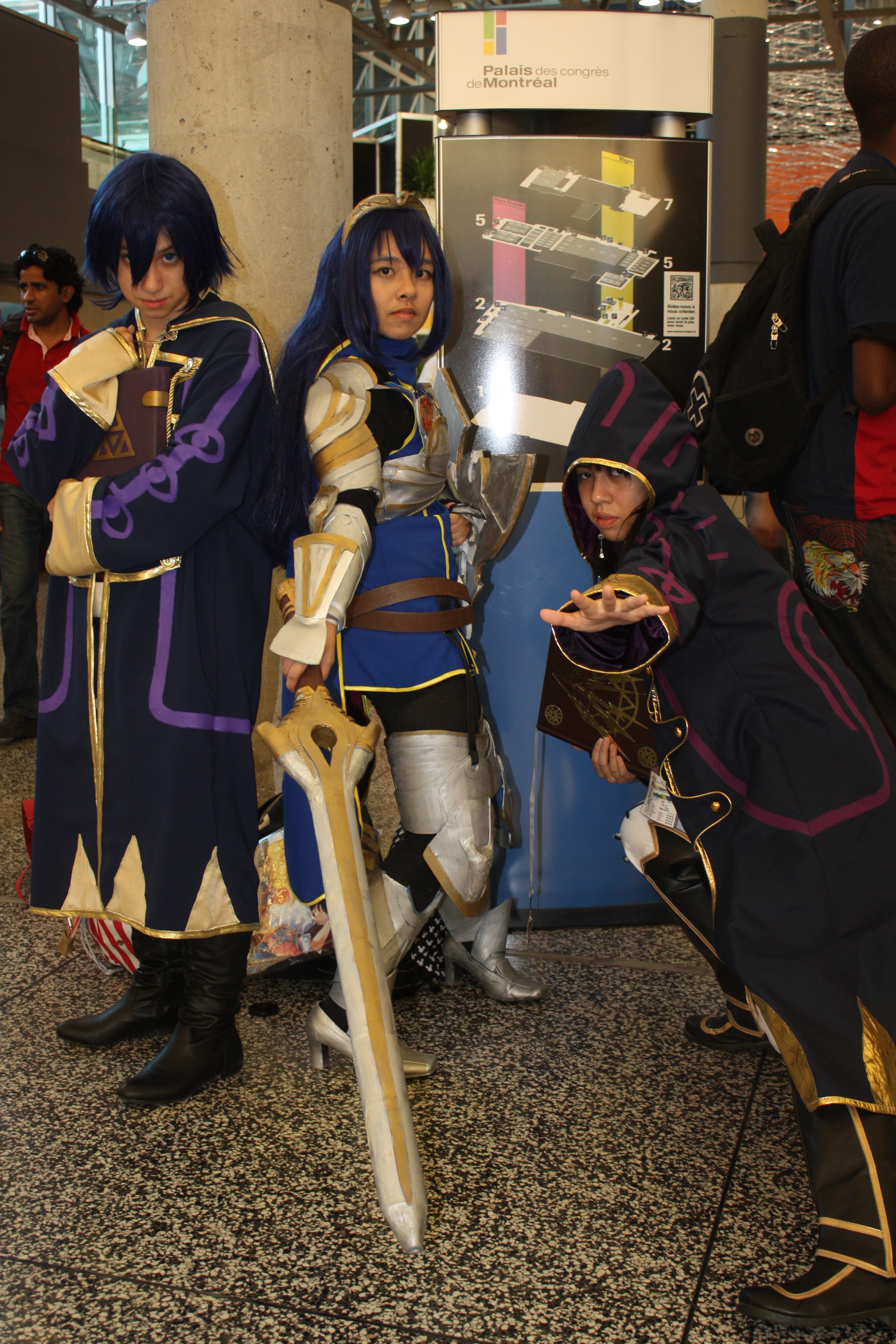
Cosplay de Daraen et de Lucina, deux des héros principaux de Fire Emblem: Awakening.

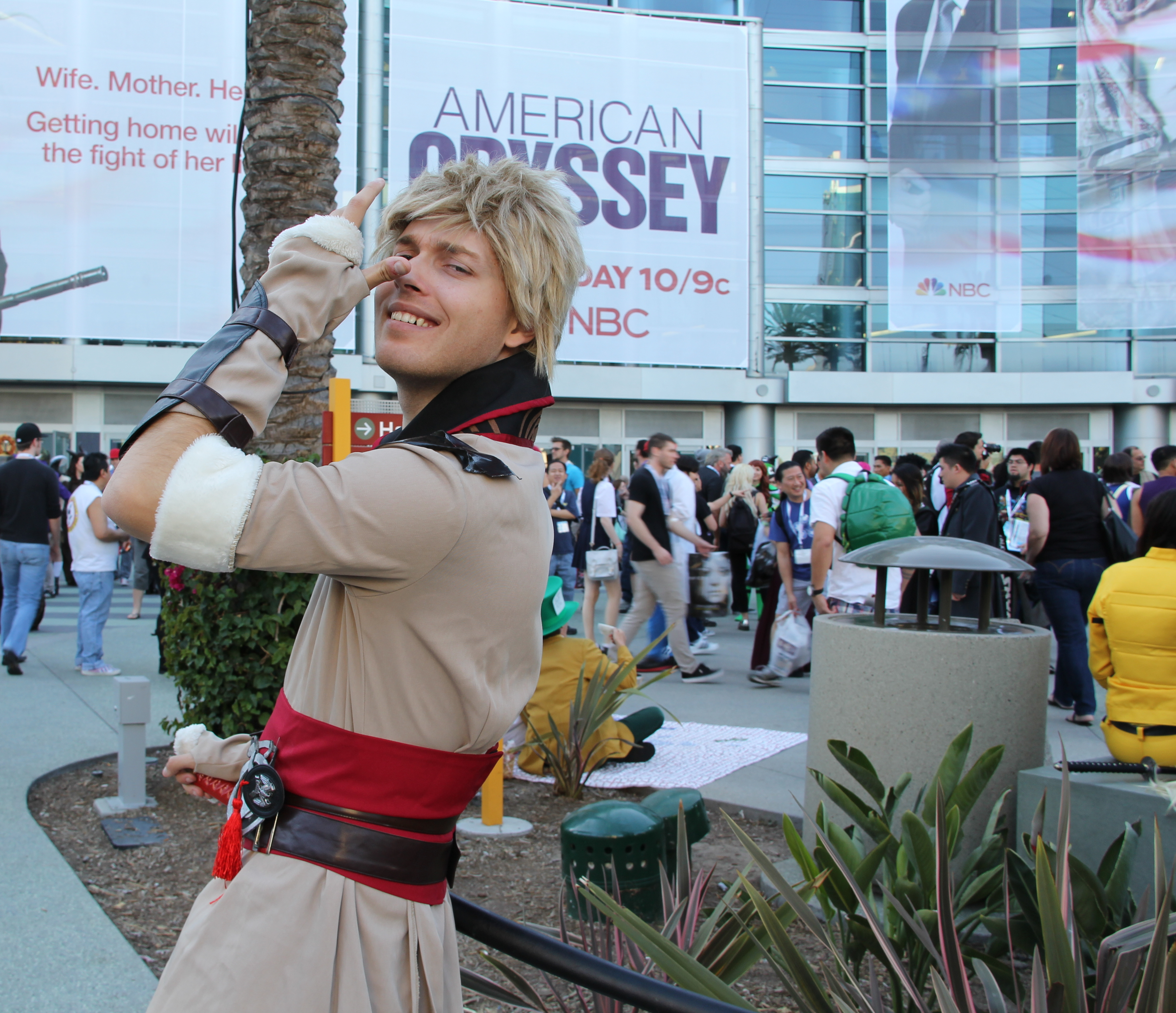
Cosplay d'Owain, fils de Lissa, l'un des personnages de deuxième génération de Fire Emblem: Awakening.

Le succès de Fire Emblem: Awakening offre un regain de popularité à la saga Fire Emblem, ce qui incite Nintendo à lancer le développement d'un autre jeu de la franchise :  Fire Emblem Fates. Beaucoup d'aspects de Fire Emblem: Awakening y sont repris, comme les différents modes de difficulté,, les mariages ou le personnage principal personnalisable. De même, plusieurs personnages de Fire Emblem: Awakening y sont inclus, à savoir Owain, Inigo et Severa, respectivement les enfants de Lissa, Olivia et Cordelia,. En outre, un contenu téléchargeable gratuit dans Fire Emblem Fates permet au joueur d'être transporté en Ylisse, lui permettant ainsi de jouer une mission aux côtés de Chrom, Lissa et Frederick avec les unités de ce dernier jeu. Cette mission se déroule juste avant la rencontre de ces derniers avec Daraen, le personnage principal,. Le joueur peut utiliser les amiibo Daraen ou Lucina afin de recruter ces derniers. L'équipe de Fire Emblem: Awakening est également reconduite pour cet opus, notamment avec Yūsuke Kozaki, toujours character designer. Lors de la promotion de Fates, une carte à jouer représentant Lucina est commercialisée avec un code permettant de la débloquer en exclusivité dans le jeu en question.
Le dernier jeu de la saga sur 3DS, Fire Emblem Echoes: Shadows of Valentia, reprend également les modes de difficulté qui étaient absents du jeu original,. De plus, l'histoire se situe sur Valentia, continent devenu Valm dans Fire Emblem: Awakening. Les héros de Shadows of Valentia, ancêtres de Walhart, affrontent d'ailleurs « La Création », version primitive de Grima. De manière similaire à Fire Emblem Fates, les amiibo Lucina et Daraen sont utilisables dans Fire Emblem Echoes: Shadows of Valentia, invocables en tant qu'alliés du joueur. Ce jeu est d'ailleurs localisé par le studio 8-4 qui avait déjà officié sur Fire Emblem: Awakening.
De plus, Lucina fait partie des personnages issus des jeux précédents invocables par l'intermédiaire des anneaux dans Fire Emblem Engage,. Elle y est rejointe par Chrom et Daraen, qui partagent un anneau dans le troisième volume des contenus additionnels téléchargeables. Ces trois personnages rejoignent l'armée d'Alear, le héros du jeu, après une bataille de recrutement. Leur pouvoir est contenu dans un anneau, que le joueur peut utiliser à des instants spécifiques. Le pouvoir de Daraen fait par exemple à ses talents de tacticiens, et de sa maîtrise de la magie.
Comme de nombreux personnages de la franchise Fire Emblem, certains issus d'Awakening sont inclus dans le jeu mobile Fire Emblem Heroes. Si certains, comme Chrom, Daraen, Lissa ou d'autres membres des Veilleurs, sont présents dès la sortie du jeu, d'autres sortent au fil des mises à jour, qu'ils soient de nouveaux personnages, comme Linfan, Lucina, Grima, Owain ou Maribelle ou Laurent,,,,,, ou des versions alternatives de personnages déjà existants habillés différemment pour certaines occasions, à l'instar des costumes de lapin pour Pâques, des maillots de bain pour les vacances d'été, des costumes effrayants pour Halloween ou des  déguisements de Père Noël pour les fêtes de fin d'année,,,,. Les personnages de Fire Emblem: Awakening sont également à l'honneur lors de plusieurs « Tourmentes », un mode de jeu qui dure plusieurs semaines : ainsi peut-on jouer à « Awakening dans la tourmente » en juin 2017, à « Un beau cadeau » en décembre 2017 et à « Liens et destinées » en mars 2018,. D'autres événements plus courts, comme la bataille des héros liés, « Chrom et Lissa », la bataille légendaire contre Lucina ou une grande bataille contre Walhart ou Aversa, mettent également en avant les personnages de Fire Emblem: Awakening,.
Selon un sondage de popularité des personnages de Fire Emblem organisé par Nintendo en janvier 2017 dans le cadre d'un événement pour Fire Emblem Heroes, Lucina arrive en deuxième position du classement féminin, cumulant 42 875 voix. Tharja, Cordelia, Nowi, Daraen, Tiki et Anna arrivent respectivement en troisième, septième, dixième, onzième, douzième et dix-septième positions. Pour le classement masculin, Chrom arrive en troisième position avec 23 823 votes. Daraen se place en huitième position, Henry en onzième, Donnel en treizième, Lon'zu en quatorzième, Gaius en quinzième et Owain en vingtième position.
Lors d'un deuxième sondage de popularité excluant les gagnants et les dauphins du premier sondage, Tharja arrive en dixième position du classement féminin, avec 12 459 votes. Du côté du classement masculin, Chrom arrive en sixième place du classement, avec 13 638 voix, suivi immédiatement de Daraen, qui recueille 10 912 votes.
Un troisième sondage de popularité réalisé un an plus tard et excluant les huit précédents gagnants place Chrom et Daraen en quatrième et cinquième positions du classement masculin, avec respectivement 19 656 voix et 16 316 voix. Du côté des personnages féminins, Anna se hisse à la troisième place du classement avec 38 916 votes, directement suivie par la version féminine de Daraen qui cumule 34 626 votes. Dans la suite du classement, on retrouve Tharja en dixième position, Cordelia en quinzième position et Tiki en dix-huitième place avec respectivement 11 384, 8 403 et 7 793 voix.
Les personnages de Fire Emblem: Awakening sont également présents dans le crossover Tokyo Mirage Sessions ♯FE, RPG mêlant les univers des séries Fire Emblem et Shin Megami Tensei,.
Dans le jeu hors-série Fire Emblem Warriors, les personnages principaux de Fire Emblem: Awakening, Chrom, Lissa, Frederick, Daraen, Cordelia et Lucina, font partie des personnages jouables. Ils jouent un rôle dans l'histoire principale, accompagnant les personnages principaux dans leur quête,. Un contenu téléchargeable payant mis à la disposition des joueurs met Fire Emblem: Awakening à l'honneur, apportant trois nouveaux personnages jouables, Olivia, Tharja et Owain,, ainsi que des cartes imitant des chapitres de l'histoire de Fire Emblem: Awakening, comme la mise à mort d'Emmeryn ou le combat contre Gangrel. De nouveaux costumes sont également mis à la disposition des joueurs, à l'instar de celui du Saint Roi pour Chrom ou de celui du pégase noir pour Cordelia,. Un costume de Lucina portant une robe de mariée est également disponible pour les joueurs ayant acheté tous les contenus téléchargeables disponibles.
Plusieurs personnages de Fire Emblem: Awakening, comme Cordelia, Zelcher ou Chrom, obtiennent un niveau de popularité élevé, et sont régulièrement cités dans des rétrospectives sur l'ensemble de la franchise,,.

### Produits dérivés

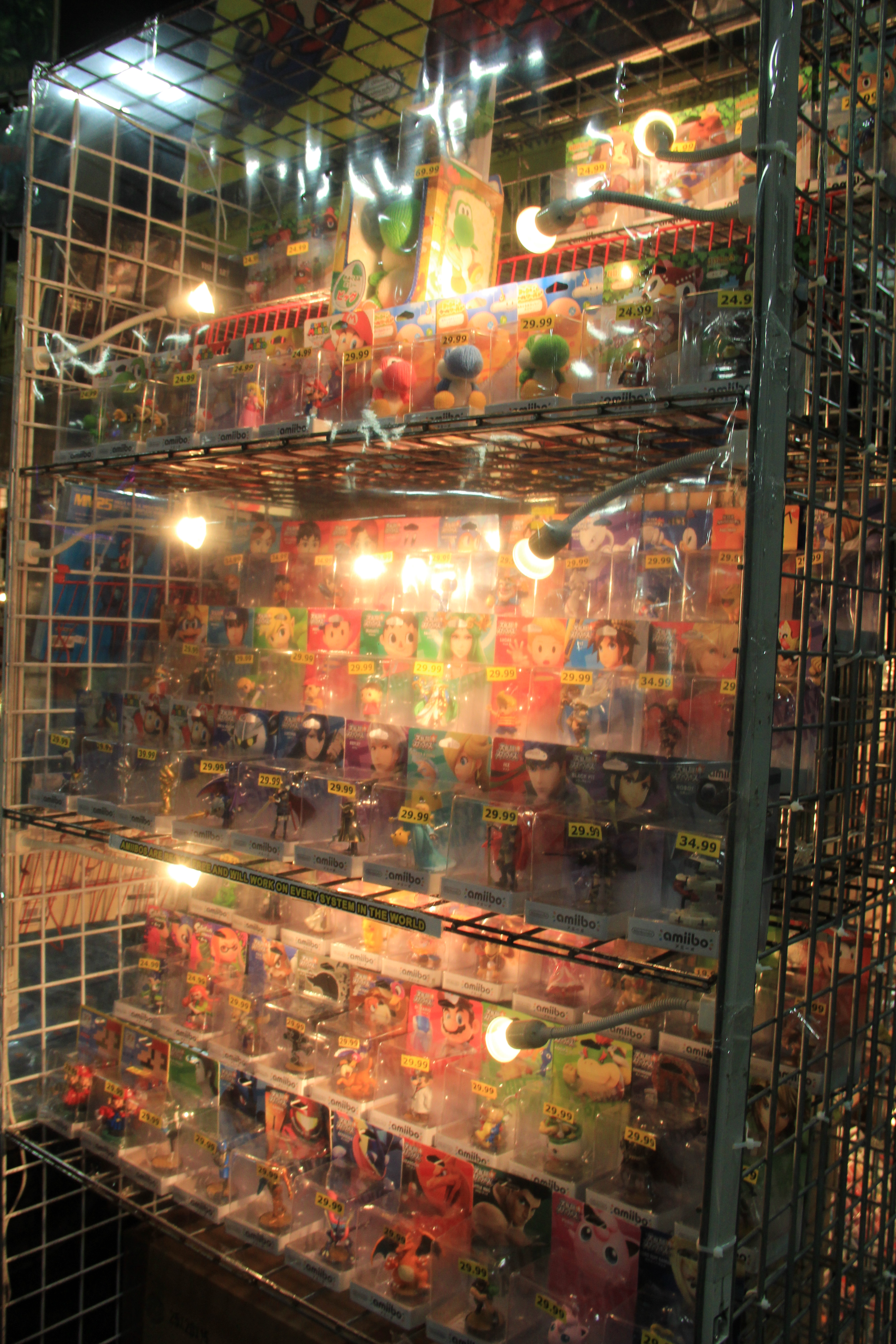
Un étalage d'amiibos, Daraen et Lucina au premier plan.

Des amiibo à l'effigie de Lucina et de Daraen sont commercialisés à l'occasion de la sortie de Super Smash Bros. for Nintendo 3DS / for Wii U. De même, lors de la sortie de Fire Emblem Warriors, un amiibo à l'effigie de Chrom se retrouve sur les étalages. Un nouvel amiibo à l'effigie de Chrom tel qu'il est représenté dans Super Smash Bros. Ultimate est également commercialisé.
À l'occasion des 25 ans de la franchise Fire Emblem, un concert est donné le 24 juillet 2015, reprenant plusieurs musiques de la franchise dont plusieurs de Fire Emblem: Awakening,. Le 22 février 2017, un album qui contient une compilation de musiques de tous les opus de la saga, Fire Emblem Music Collection : Session ~Faith and Engagement~, produit par Yuka Tsujiyoko et distribué par Symphony No. 5 et Tablier Communications, sort au Japon : il contient deux musiques de Fire Emblem: Awakening. Un autre album regroupant des musiques et des chansons des opus de la saga sort le 20 mars 2019 et compile notamment trois musiques de Fire Emblem: Awakening,,.
L'édition limitée de Fire Emblem Echoes: Shadows of Valentia comprend notamment Fire Emblem HD Movie Collection, un Blu-Ray exclusif de 90 minutes regroupant les cinématiques de quatre jeux Fire Emblem, Radiant Dawn, Awakening, Fates et Echoes, ainsi que différents bonus exclusifs.
Un yonkoma, manga humoristique typique constitué de plusieurs histoires courtes de quatre cases, mettant en scène les personnages de Fire Emblem: Awakening sort après la mise en vente du jeu au Japon uniquement.
Les personnages de Fire Emblem: Awakening sont représentés sur des cartes à jouer officielles dans le jeu de cartes Fire Emblem Cipher. En effet, la première vague de cartes, sortie en juin 2015, est dédiée à Fire Emblem: Awakening, en plus de Fire Emblem: Shadow Dragon, dans laquelle figurent des personnages comme Chrom, Lissa ou le reste des Veilleurs. Un deck spécial contenant 40 cartes dont plusieurs exclusives sort au même moment. La quatrième série, sortie en mars 2016, présente également des personnages de Fire Emblem: Awakening en plus de personnages de Fire Emblem: Mystery of the Emblem et de Tokyo Mirage Sessions ♯FE, et introduit notamment des personnages exclus de la série précédente, comme les enfants des personnages principaux. La huitième série, sortie en mars 2017, se concentre sur des personnages issus de Fire Emblem: Awakening et de Fire Emblem: Genealogy of the Holy War, la douzième série, sortie en mars 2018, se focalise en plus de ces deux derniers jeux sur Fire Emblem: Path of Radiance et Fire Emblem: Radiant Dawn. La quatorzième série, sortie en septembre 2018, est la série la plus récente mettant en scène les personnages de Fire Emblem: Awakening, en plus de Tokyo Mirage Sessions ♯FE, Fire Emblem: Radiant Dawn et Fire Emblem Fates.
Plusieurs goodies à l'effigie des personnages de Fire Emblem: Awakening sont commercialisés, comme des badges, des coussins, des figurines,, ou des trousses,. Plusieurs fans sont également à l'origine de produits dérivés, comme un forgeron à l'origine de la reproduction de Falchion, l'épée de Chrom et Lucina.

### En dehors de la franchiseFire Emblem
Daraen et Lucina sont des personnages jouables de Super Smash Bros. for Nintendo 3DS / for Wii U. Chrom ne fait quant à lui son apparition que lors de la capacité ultime de Daraen : en effet, Masahiro Sakurai, le développeur de Super Smash Bros. for Nintendo 3DS / for Wii U, estime que ce dernier ne se différenciait pas assez des autres personnages de la série déjà présents dans le jeu,. De plus, dans la version Nintendo 3DS, le niveau « Arène de Ferox » est inspiré du quatrième chapitre ,. Enfin, certaines musiques sont reprises et des trophées représentent certains personnages du jeu Fire Emblem: Awakening. Ces mêmes personnages sont également jouables dans Super Smash Bros. Ultimate,, Chrom faisant désormais partie des personnages jouables,,,. De nombreux « esprits » représentent des personnages de Fire Emblem: Awakening, tandis qu'un costume Mii est créé à l'effigie de Chrom. Le niveau « Arène de Ferox » fait son retour, ainsi que la plupart des musiques présentes dans l'opus précédent.
Par ailleurs, Chrom et Lucina sont des personnages jouables dans le crossover Project X Zone 2 édité par Bandai Namco Entertainment en 2015, dans le cadre d'une collaboration de Nintendo avec cette entreprise,. Des costumes à leur effigie sont également disponibles dans le MMORPG édité par Capcom Monster Hunter: Frontier G.
Enfin, dans le jeu de stratégie au tour par tour Code Name: S.T.E.A.M., édité par Intelligent Systems, Daraen et Lucina sont jouables si le joueur possède les amiibo correspondants,.